# Guerra do Vietnã
A Guerra do Vietnã (português brasileiro) ou Guerra do Vietname (português europeu) (em Vietnamita: Chiến tranh Việt Nam; em inglês: Vietnam War), também conhecida como Segunda Guerra da Indochina, chamada no Vietnã de Guerra de Resistência contra a América (em vietnamita:  Kháng chiến chống Mỹ) ou simplesmente Guerra Americana, foi um grande conflito armado que aconteceu no Vietnã, Laos e Camboja de 1 de novembro de 1955 até a queda de Saigon em 30 de abril de 1975. Foi a segunda das Guerras da Indochina e foi oficialmente travada entre o Vietnã do Norte e o governo do Vietnã do Sul. O exército norte-vietnamita era apoiado pela União Soviética, China e outros aliados comunistas, enquanto os sul-vietnamitas eram apoiados pelos Estados Unidos, Coreia do Sul, Austrália, Tailândia, e outras nações anticomunistas pelo Mundo. Neste cenário, o conflito no Vietnã é descrito como uma guerra por procuração no auge da Guerra Fria.
Os Viet Cong (também conhecidos como Frente Nacional de Libertação, ou FNL), uma organização comunista apoiada pelo Norte, travavam uma guerrilha contra o governo do Sul e outras forças anticomunistas da região, enquanto o exército norte-vietnamita (conhecido também pela sigla em inglês NVA) travava uma luta mais convencional, ocasionalmente travando grandes batalhas tradicionais. Conforme a guerra progredia, as ações militares dos guerrilheiros Viet Congs foram perdendo força, enquanto as tropas do NVA se engajavam mais. Os exércitos dos Estados Unidos e do Vietnã do Sul tinham, notavelmente, maior poder de fogo, apoiados principalmente por sua supremacia aérea e tecnológica, contando com operações de procurar e destruir (search and destroy), envolvendo maciças unidades terrestres, de artilharia e avassaladores ataques aéreos. No curso da guerra, os Estados Unidos conduziram sistemáticas campanhas de bombardeio estratégico contra cidades do Vietnã do Norte, causando enorme devastação.
O governo do Vietnã do Norte e os Viet Congs estavam lutando para unificar o país. Eles viam o conflito como parte de uma guerra colonial e uma continuação direta da Primeira Guerra da Indochina, contra as forças da França e depois dos Estados Unidos. Já o governo americano lutava para evitar que o Vietnã do Sul se tornasse mais uma nação comunista. Isso fazia parte da chamada "teoria do dominó" e da mais abrangente política de contenção, com o objetivo final de deter o comunismo pelo mundo.
No começo da década de 1950, conselheiros militares americanos foram enviados para a então Indochina Francesa. O envolvimento dos Estados Unidos nos conflitos da região aumentou nos anos 60, com o número de tropas estacionadas no Vietnã triplicando de tamanho em 1961 e de novo em 1962. Após o Incidente do Golfo de Tonkin, em 1964, quando um contratorpedeiro americano foi supostamente atacado por embarcações norte-vietnamitas, o Congresso dos Estados Unidos aprovou uma resolução que deu autorização ao presidente americano para aumentar a presença militar do país no Vietnã e escalar o conflito. Unidades de combate americanas começaram a chegar em peso no país em 1965. A guerra rapidamente se expandiu, atingindo o Laos e o Camboja, que passaram a ser intensamente bombardeados pela força aérea dos Estados Unidos a partir de 1968, o mesmo ano que os comunistas lançaram a grande Ofensiva do Tet. Esta ofensiva falhou no seu objetivo de derrubar o governo sul-vietnamita e iniciar uma revolução socialista por lá, mas é considerado o ponto de virada da guerra, já que a população americana passou a questionar se uma vitória militar seria possível, com o inimigo capaz de lançar grandes ataques mesmo após anos de derramamento de sangue. Havia uma grande disparidade entre o que a imprensa americana e o governo falavam, com os dados apresentados por ambos geralmente contrastando. Nos Estados Unidos e no Ocidente, a partir do final dos anos 60, começou um forte sentimento de oposição à guerra como parte de um grande movimento de contracultura. A guerra mudou a dinâmica das relações entre os blocos Leste e Oeste, também alterando as divisões norte-sul do mundo.
A partir de 1969, os Estados Unidos começaram o processo de "Vietnamização", que visava melhorar a capacidade militar do Vietnã do Sul de lutar a guerra por si só, sem apoio externo. Os americanos esperavam assim poder reduzir sua participação no conflito sem ter que comprometer o objetivo estratégico máximo de impedir a expansão do comunismo na região, transferindo a responsabilidade de lutar para os próprios sul-vietnamitas. Assim, no começo dos anos 70, os Estados Unidos começaram a retirar suas tropas do Vietnã. O que se seguiu, em janeiro de 1973, foi a assinatura do Acordos de Paz de Paris, porém isso não significou o fim das hostilidades.
Envolvimento militar americano direto na Guerra do Vietnã foi encerrado formalmente em 15 de agosto de 1973. Não demorou muito tempo e na primavera de 1975, os norte-vietnamitas iniciaram uma grande ofensiva para anexar o Sul de uma vez por todas. Em abril de 1975, Saigon foi conquistada pelos comunistas, marcando o fim da guerra, com o Norte e o Sul do Vietnã sendo formalmente unificados no ano seguinte. O custo em vidas da guerra foi extremamente alto. O total de vietnamitas mortos, civis ou militares, varia de 966 000 a 3,8 milhões. Entre 240 000 e 300 000 cambojanos, e 20 000 a 62 000 laocianos perderam a vida também. Já os americanos estimam suas perdas em 58 000 soldados mortos, mais de 300 mil feridos e 1626 ainda desaparecidos em 1975. Para os Estados Unidos, a Guerra do Vietnã resultou numa das maiores confrontações armadas em que o país já se viu envolvido, e a derrota provocou a "Síndrome do Vietnã" em seus cidadãos e sua sociedade, causando profundos reflexos na sua cultura, na indústria cinematográfica e grande mudança na sua política exterior, até à eleição de Ronald Reagan, em 1980.

## Nomes para a guerra
Vários nomes foram aplicados ao conflito. Guerra do Vietnã é o nome mais comumente usado. Também tem sido chamado de Segunda Guerra da Indochina e Conflito do Vietnã.
Como houve vários conflitos na Indochina, este conflito particular é conhecido pelos nomes de seus principais protagonistas para distingui-lo dos outros. Em vietnamita, a guerra é geralmente conhecida como Kháng chiến chống Mỹ (Guerra de Resistência Contra a América), mas menos formalmente como 'Cuộc chiến tranh Mỹ' (A Guerra Americana). É também chamado de Chiến tranh Việt Nam (A Guerra do Vietnã).
As principais organizações militares envolvidas na guerra foram, de um lado, o Exército da República do Vietnã (ARVN) e as Forças Armadas dos EUA, e, por outro lado, o Exército Popular do Vietnã (PAVN) (mais comumente chamado de Exército do Vietnã do Norte), e a Frente Nacional para a Libertação do Vietnã do Sul (FNL mais conhecido como Viet Cong em fontes da língua inglesa), uma força de guerrilha comunista do Vietnã do Sul.

## Antecedentes
França começou sua conquista da Indochina no final da década de 1850, e completou a pacificação em 1893. O Tratado de Huế de 1884 constituiu a base para o domínio colonial francês no Vietnã durante as próximas sete décadas. Apesar da resistência militar, a mais notável pelo Cần Vương de Phan Đình Phùng, em 1888 a área das nações atuais do Cambodja e do Vietnam foi feita na colônia da Indochina francesa (Laos foi adicionado mais tarde à colônia). Vários movimentos de oposição vietnamita à dominação francesa existiram durante este período, tais como o Việt Nam Quốc Dân Đảng que organizou o fracassado motim Yên Bái em 1930, mas nenhum foi finalmente tão bem sucedido quanto a frente comum Viet Minh, que foi fundada em 1941, controlada pelo Partido Comunista da Indochina, e financiado pelos EUA e pelo Partido Nacionalista Chinês na sua luta contra a ocupação imperial japonesa.
Em 1940, durante a Segunda Guerra Mundial, os franceses foram derrotados pelos alemães. O Estado francês (vulgarmente conhecido como França de Vichy) foi estabelecido como um estado fantoche da Alemanha nazista. As autoridades coloniais francesas, na Indochina Francesa, se aliaram ao regime de Vichy. Em setembro de 1940, o Japão invadiu a Indochina. Após a cessação dos combates e o início da ocupação imperial japonesa, as autoridades coloniais francesas colaboraram com os japoneses. Os franceses continuavam a dirigir negócios na Indochina, mas o poder supremo residia nas mãos dos japoneses imperiais.
O Viet Minh foi fundado como uma liga para independência da França, mas também se opôs à ocupação japonesa em 1945 pela mesma razão. Os Estados Unidos e o Partido Nacionalista Chinês apoiaram-nos na luta contra os japoneses imperiais. No entanto, eles não tinham poder suficiente para lutar verdadeiras batalhas no início. O líder Viet Minh Ho Chi Minh foi suspeito de ser comunista e preso por um ano pelo Partido Nacionalista Chinês.
Ocupação dupla pela França e pelo Japão continuou até que as forças alemãs foram expulsas da França e as autoridades coloniais da Indochina francesa começaram a manter conversas secretas com a França Livre. Temendo que não pudessem mais confiar nas autoridades francesas, o exército imperial japonês expulsou as autoridades e tropas francesas em 9 de março de 1945. e criou o estado fantoche do império do Vietnam, sob Bảo Đại como alternativa.
Durante 1944–1945, uma profunda fome atingiu o norte do Vietnã devido a uma combinação de mau tempo e exploração Francesa/Japonesa (a Indochina Francesa teve de fornecer grãos para o Japão). Entre 400 mil e 2 milhões de pessoas morreram de fome (de uma população de 10 milhões na área afetada). Explorando a lacuna administrativa que o internamento dos franceses havia criado, o Viet Minh em março de 1945 exortou a população a saquear armazéns de arroz e se recusarem a pagar seus impostos. Entre 75 e 100 armazéns foram atacados. Esta rebelião contra os efeitos da fome e as autoridades que foram parcialmente responsáveis por ele reforçou a popularidade do Viet Minh e eles recrutaram muitos membros durante este período.
Em 22 de agosto de 1945, após a rendição imperial japonesa, os agentes da OSS Arquimedes Patti e Carleton B. Swift Jr. chegaram a Hanói em uma missão de misericórdia para libertar aliados que estavam como prisioneiros de guerra e foram acompanhados por Jean Sainteny, um funcionário do governo francês. As forças japonesas renderam-se informalmente (a rendição oficial ocorreu em 2 de setembro de 1945 na Baía de Tóquio), mas sendo a única força capaz de manter a lei e ordem os militares imperiais japoneses permaneceram no poder enquanto mantinham as tropas francesas e Sainteny detidos.
Durante o mês de agosto, as forças imperiais japonesas permaneceram inativas quando o Viet Minh e outros grupos nacionalistas assumiram os edifícios públicos e as armas, ao qual iniciaram a Revolução de Agosto. Oficiais do OSS reuniram-se repetidamente com Ho Chi Minh e outros oficiais Viet Minh durante este período e em 2 de setembro de 1945 Ho Chi Minh declarou a independência da República Democrática do Vietnã diante de uma multidão de 500 000 em Hanói. Em uma abertura aos americanos, ele começou seu discurso parafraseando a Declaração de Independência dos Estados Unidos: "Todos os homens são criados iguais, o Criador nos deu certos Direitos invioláveis: o direito à Vida, o direito de ser Livre e o direito para alcançar a Felicidade".

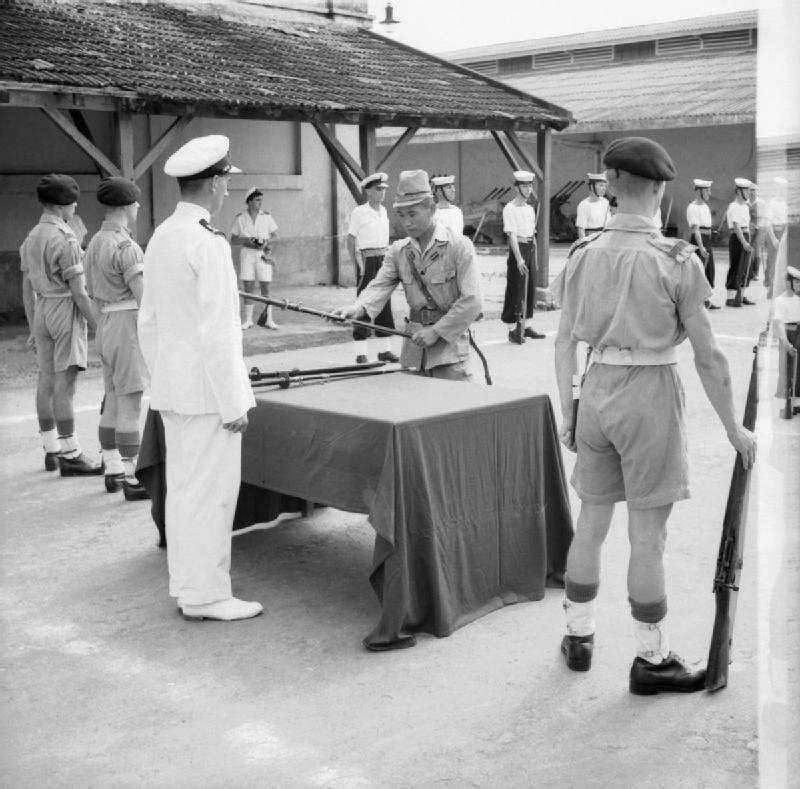
Um oficial naval imperial japonês entrega sua espada a um tenente britânico em Saigon em 13 setembro 1945

O Viet Minh assumiu o poder no Vietnã na Revolução de Agosto. O Viet Minh, minimizando sua agenda comunista e enfatizando o nacionalismo, gozava de grande apoio popular (a independência vietnamita era popular na época), embora Arthur J. Dommen advogue contra uma "visão romantizada" de seu sucesso: "O uso do terror pelo Viet Minh foi sistemático... o partido tinha elaborado uma lista dos que devem ser liquidados sem demora". Depois da derrota na guerra, o Exército Imperial Japonês (em inglês; IJA) deu armas aos vietnamitas, e manteve os oficiais e oficiais militares franceses de Vichy presos por um mês após a rendição. O Viet Minh recrutou mais de 600 soldados imperiais japoneses e lhes deu funções para treinar ou comandar soldados vietnamitas.
No entanto, os principais vencedores aliados da Segunda Guerra Mundial, Reino Unido, Estados Unidos e União Soviética concordaram que a área pertencia aos franceses. Como os franceses não tinham meios para retomar imediatamente o Vietnã, as grandes potências chegaram a um acordo de que as tropas britânicas ocupariam o sul enquanto as forças nacionalistas chinesas se deslocariam para o norte. As forças nacionalistas chinesas entraram no país para desarmar as tropas imperiais japonesas ao norte do paralelo 16 em 14 de setembro de 1945. Quando os britânicos desembarcaram no sul, eles rearmaram as forças internas francesas, bem como partes das forças japonesas para ajudá-los a retomar o sul do Vietnã, já que não tinham tropas suficientes para fazer isso sozinhas.
Por insistência da União Soviética, Ho Chi Minh tentou inicialmente negociar com os franceses, que estavam lentamente restabelecendo seu controle através da área. Em janeiro de 1946, o Viet Minh ganhou eleições no centro e norte do Vietnã. Em 6 de março de 1946, Ho assinou um acordo que permitia às forças francesas substituir as forças nacionalistas chinesas, em troca do reconhecimento francês da República Democrática do Vietnã como uma república "livre" dentro da União francesa, com as especificidades de tal reconhecimento a ser determinado por negociação futura. Os franceses desembarcaram em Hanói em março de 1946 e em novembro daquele ano expulsaram o Viet Minh da cidade. Forças britânicas partiram em 26 de março de 1946, deixando o Vietnã nas mãos dos franceses. Pouco tempo depois, o Viet Minh iniciou uma guerra de guerrilha contra as forças da União Francesa, iniciando a Primeira Guerra da Indochina.
A guerra se espalhou para Laos e Camboja, onde os comunistas organizaram o Pathet Lao e o Khmer Serei, ambos os quais foram inspirados no Viet Minh. Globalmente, a Guerra Fria começou seriamente, o que significou que a aproximação que existiu entre as potências ocidentais e a União Soviética durante a Segunda Guerra Mundial se desintegrou. A luta Viet Minh foi dificultada pela falta de armas; Esta situação mudou em 1949 quando os comunistas chineses ganharam em grande parte a Guerra Civil Chinesa e estavam livres para fornecer armas a seus aliados vietnamitas.

## Saída francesa (1950-54)
Em janeiro de 1950, a República Popular da China e a União Soviética reconheceram a República Democrática do Vietnam, com sede em Hanói, como o governo legítimo do Vietnã. No mês seguinte, os Estados Unidos e a Grã-Bretanha reconheceram o Estado do Vietnã apoiado pelos franceses em Saigon, liderado pelo ex-Imperador Bảo Đại, como o legítimo governo vietnamita. O surto da Guerra da Coreia, em junho de 1950, convenceu muitos políticos de Washington de que a guerra na Indochina era um exemplo de expansionismo comunista dirigido pela União Soviética. Washington, parecendo desconhecer a longa antipatia histórica entre o Vietnam e a China, temia que Hanói fosse um peão chinês e, por extensão, da União Soviética, o que era considerado impensável por analistas conhecedores da história da Indochina e seus vizinhos asiáticos. De qualquer maneira, o apoio chinês era muito importante para o sucesso do Viet Minh e os chineses deram grande apoio material e logístico aos comunistas vietnamitas durante a guerra.

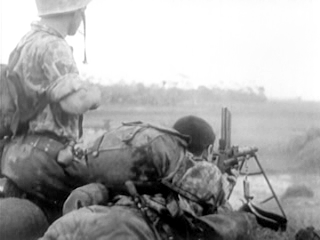
Soldados franceses combatem uma emboscada Viet Minh em 1952

Os assessores militares da República Popular da China (RPC) começaram a ajudar o Viet Minh em julho de 1950. Armas da RPC, especialização, e trabalhadores transformaram o Viet Minh de uma força de guerrilha em um exército regular. Em setembro de 1950, os Estados Unidos criaram um Grupo de Assistência e Assessoria Militar (MAAG) para examinar os pedidos de ajuda dos franceses, aconselhar sobre estratégia e treinar soldados vietnamitas. Em 1954, os Estados Unidos forneceram 300 mil armas pequenas e gastaram US$ 1 bilhão em apoio ao esforço militar francês, suportando 80% do custo da guerra. Por outro lado, o Viet Minh recebia apoio crucial de soviéticos e chineses, estes enviando equipamentos pela fronteira dos dois países, graças a um acordo entre os dois governos.
Houve também conversas entre os franceses e os norte-americanos em que se considerou o possível uso de três armas nucleares táticas, embora relatos de quão seriamente este assunto era considerado e quão ainda são vagos e contraditórios. Uma versão do plano para a Operação Abutre previu o envio de bases americanas 60 B-29 na região, apoiado por até 150 combatentes lançados dos Estados Unidos da Sétima Frota, para bombardear posições do comandante Võ Nguyên Giáp do Viet Minh. O plano incluía uma opção para usar até três armas atômicas nas posições do Viet Minh. Almirante Arthur W. Radford, Presidente do Estado-Maior Conjunto dos Chefes de Estado-Maior dos Estados Unidos, deu a esta opção nuclear seu apoio. Os B-29, B-36 e B-47 dos Estados Unidos poderiam ter executado um ataque nuclear, assim como as aeronaves da Sétima Frota.

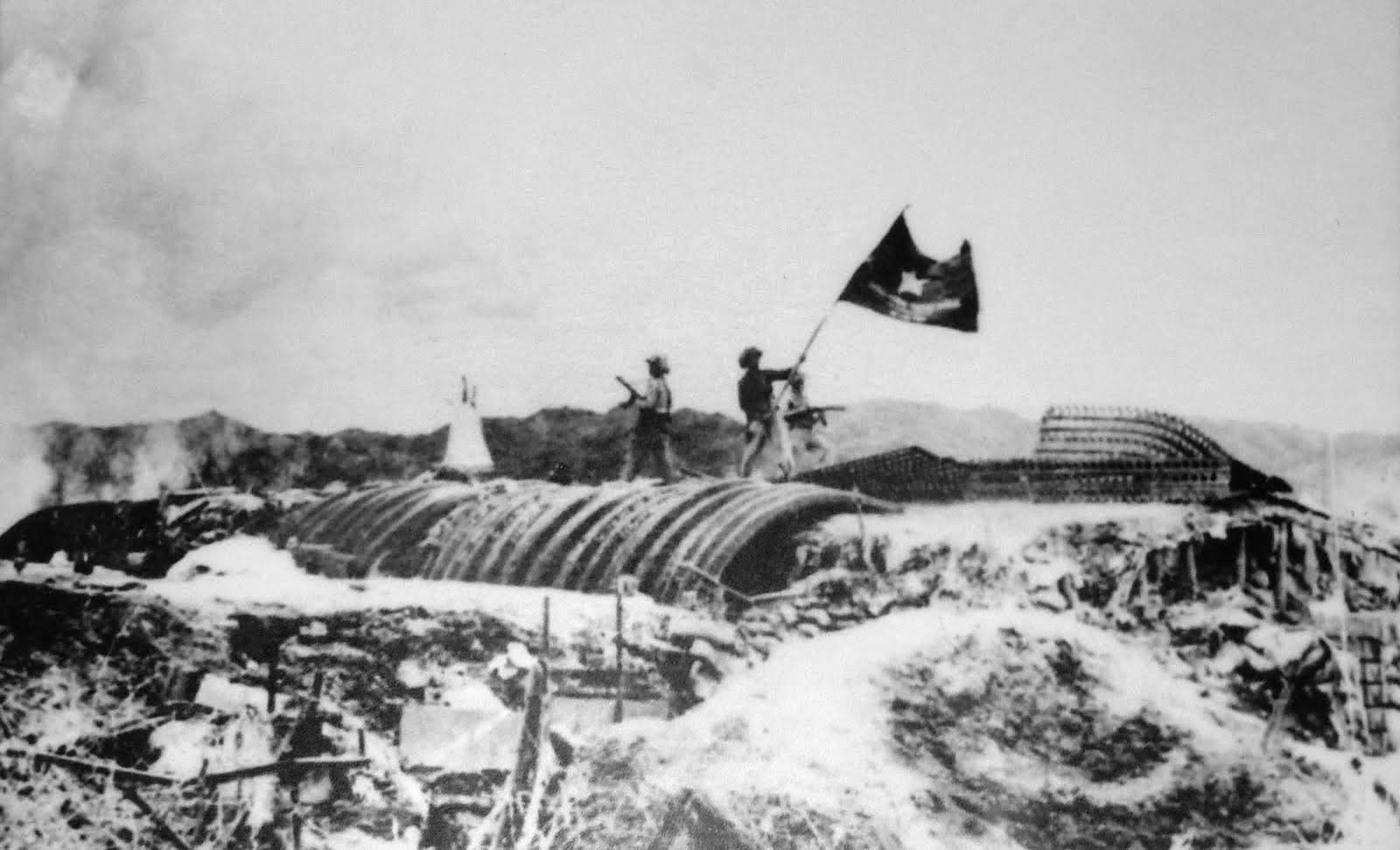
Soldados do Viet Minh plantam a bandeira vietnamita em uma base francesa capturada durante a Batalha de Dien Bien Phu

Estados Unidos transportaram para o Golfo de Tonkin, e voos de reconhecimento sobre Điện Biên Phủ foram conduzidos durante as negociações. De acordo com o vice-presidente norte-americano Richard Nixon, o plano envolveu os Chefes de Estado Maior Conjunto que elaboram planos para usar três pequenas armas nucleares táticas em apoio aos franceses. Nixon, chamado de "falcão" no Vietnã, sugeriu que os Estados Unidos poderiam ter que "colocar garotos americanos". O presidente dos EUA Dwight D. Eisenhower tornou a participação americana dependente do apoio britânico, mas eles se opuseram a tal empreendimento. No final, convencido de que os riscos políticos ultrapassavam os possíveis benefícios, Eisenhower decidiu contra a intervenção. Eisenhower era um general de cinco estrelas. Ele estava preocupado em envolver os Estados Unidos numa guerra terrestre na Ásia.
O Viet Minh recebeu apoio crucial da União Soviética e da RPC. O apoio da RPC na Campanha da Fronteira de 1950 permitiu que os fornecimentos viessem da RPC para o Vietnã. Durante todo o conflito, as estimativas de inteligência dos EUA permaneceram céticas em relação às chances francesas de sucesso.
A Batalha de Dien Bien Phu, marcou o fim do envolvimento francês na Indochina. O Viet Minh e seu comandante, Vo Nguyen Giap, impuseram aos franceses uma grande derrota militar, e em 7 de maio de 1954, com a guarnição da União Francesa se rendeu. Em Genebra, a França negociou um acordo de cessar fogo com os vietnamitas e a independência foi garantida ao Laos, ao Camboja e ao Vietnã. Mais de 400 mil soldados e civis morreram durante o conflito de nove anos.

## Período de transição

A Conferência de Genebra, 1954

Na conferência de paz de Genebra em 1954, o Vietnã foi temporariamente dividido no paralelo 17. Ho Chi Minh desejava continuar a guerra no sul, mas foi contido por seus aliados chineses que o convenceram de que ele poderia ganhar o controle por meios eleitorais. Nos termos dos Acordos de Genebra, os civis teriam a oportunidade de circular livremente entre os dois estados provisórios por um período de 300 dias. Eleições em todo o país deveriam ser realizadas em 1956 para estabelecer um governo unificado. Cerca de um milhão de habitantes do norte, principalmente católicos minoritários, fugiram para o sul, temendo perseguições pelos comunistas depois de uma campanha de propaganda americana usando slogans como "A Virgem Maria está indo para o sul", e ajudado por um fundo de US$ 93 milhões de um programa de relocação, que incluiu o uso da Sétima Frota para transportar refugiados. Até dois milhões a mais teriam sido deixados se não tivesse sido interrompido pelo Viet Minh. Os refugiados do norte, principalmente católicos, destinavam-se a dar ao regime de Ngô Đình Diệm um forte eleitorado anticomunista. Diệm mais tarde passou a empregar os cargos-chave de sua administração principalmente com católicos do norte e do centro.
Além dos católicos que fluem para o sul, até 130 mil "Revolucionários reagrupados" foram para o norte para "reagrupamento", esperando retornar ao sul dentro de dois anos O Viet Minh deixou cerca de 5 mil a 10 mil quadros no sul como uma "subestrutura político-militar dentro do objeto de seu irredentismo". Os últimos soldados franceses partiriam do Vietnã em abril de 1956. A RPC concluiu sua retirada do Vietnã do Norte em torno da mesma época. Cerca de 52 mil civis vietnamitas se mudaram do sul para o norte.
Entre 1953 e 1956, o governo norte-vietnamita instituiu várias reformas agrárias, incluindo "redução de aluguel" e "reforma agrária", o que resultou em significativa opressão política. Durante a reforma agrária, o testemunho de testemunhas norte vietnamitas sugeriu uma proporção de uma (1) execução para cada 160 moradores da aldeia, que extrapolada em todo o país indicaria cerca de 100 000 execuções. Porque a campanha concentrou-se principalmente na área do Delta do Rio Vermelho. No entanto, documentos desclassificados dos arquivos vietnamitas e húngaros indicam que o número de execuções foi muito menor do que o relatado na época, embora provavelmente maior do que 13 500. Em 1956, os líderes em Hanói admitiram "excessos" na implementação deste programa e restauraram uma grande quantidade de terra para os proprietários originais.

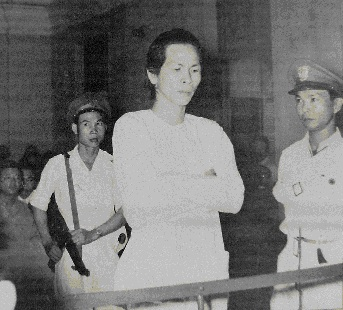
Ba Cụt na Corte Militar de Can Tho, em 1956. Ele era o comandante de um movimento religioso, o Hòa Hảo, que havia lutado contra o movimento Việt Minh, do Exército Nacional Vietnamita e Cao Dai durante a primeira guerra

O sul, entretanto, constituiu o Estado de Vietnam, com Bảo Đại como o imperador e Ngô Đình Diệm (nomeado em julho 1954) como seu primeiro-ministro. Nem o governo dos Estados Unidos nem o Estado do Vietnã de Ngô Đình Diệm assinaram qualquer coisa na Conferência de Genebra de 1954. No que se refere à questão da reunificação, a delegação vietnamita não comunista opôs-se veementemente a qualquer divisão do Vietnã, mas perdeu-se quando os franceses aceitaram a proposta do delegado vietnamita Phạm Văn Đồng, que propôs que o Vietnã fosse eventualmente unido por eleições sob a supervisão de "comissões locais". Os Estados Unidos reagiram com o que ficou conhecido como o "Plano Americano", com o apoio do Vietnã do Sul e do Reino Unido. Ele previa as eleições de unificação sob a supervisão das Nações Unidas, mas foi rejeitado pela delegação soviética. Os Estados Unidos disseram: "Com relação à declaração feita pelo representante do Estado do Vietnã, os Estados Unidos reiteram sua posição tradicional de que os povos têm o direito de determinar seu próprio futuro e que não se associará a qualquer acordo que dificulte isso". O presidente dos Estados Unidos, Dwight D. Eisenhower, escreveu em 1954:

Nunca falei ou correspondi com uma pessoa conhecedora dos assuntos indochineses que não concordasse que se tivessem sido realizadas eleições na época dos combates, possivelmente oitenta por cento da população teria votado para o comunista Ho Chi Minh como seu líder, em vez do Chefe de Estado Bảo Đại. Na verdade, a falta de liderança e unidade por parte de Bảo Đại foi um fator no sentimento prevalente entre os vietnamitas que não tinham nada para lutar.
Contudo, de acordo com os Papéis do Pentágono, entretanto, de 1954 a 1956 "Ngô Đình Diệm realmente conseguiu realizar milagres" no Vietnã do Sul: "É quase certo que em 1956 a proporção que poderia ter votado por Ho - em uma eleição livre contra Diệm - teria sido muito menor do que oitenta por cento". Em 1957, observadores independentes da Índia, da Polônia e do Canadá que representavam a Comissão de Controle Internacional (ICC) declararam que não eram possíveis eleições justas e imparciais, com o ICC informando que nem o Sul nem o Vietnã do Norte haviam honrado o acordo de armistício.
De abril a junho de 1955, Diệm eliminou toda a oposição política no sul lançando operações militares de encontro a dois grupos religiosos: Cao Đài e Hòa Hảo do Ba Cụt. A campanha também se concentrou no grupo de crime organizado Bình Xuyên, que estava aliado com membros da polícia secreta do partido comunista e tinha alguns elementos militares. À medida que a oposição de ampla base à sua táctica severa aumentava, Diệm procurava cada vez mais culpar os comunistas.
Em um referendo sobre o futuro do Estado do Vietnã em 23 de outubro de 1955, Diệm fraudou a enquete supervisionada por seu irmão Ngô Đình Nhu e foi creditado com 98,2% dos votos, incluindo 133% em Saigon. Seus conselheiros americanos recomendaram uma margem de lucro mais modesta de "60 a 70%". Diệm, contudo, via a eleição como um teste de autoridade. Três dias depois, ele declarou o Vietnã do Sul como um estado independente sob o nome de República do Vietnã (ROV), com ele mesmo como presidente. Do mesmo modo, Ho Chi Minh e outros funcionários comunistas sempre ganham pelo menos 99% dos votos nas "eleições" norte-vietnamitas.
A teoria do dominó, que argumentava que se um país caísse no comunismo, então todos os países vizinhos iriam seguir, foi proposto pela primeira vez como política pela administração Eisenhower. John F. Kennedy, então um senador dos EUA, disse em um discurso aos amigos americanos do Vietnã: "Birmânia, Tailândia, Índia, Japão, Filipinas e, obviamente, Laos e Camboja estão entre aqueles cuja segurança seria ameaçada se a maré vermelha do comunismo transbordasse para o Vietnã".

## Era de Diệm (1955-1963)

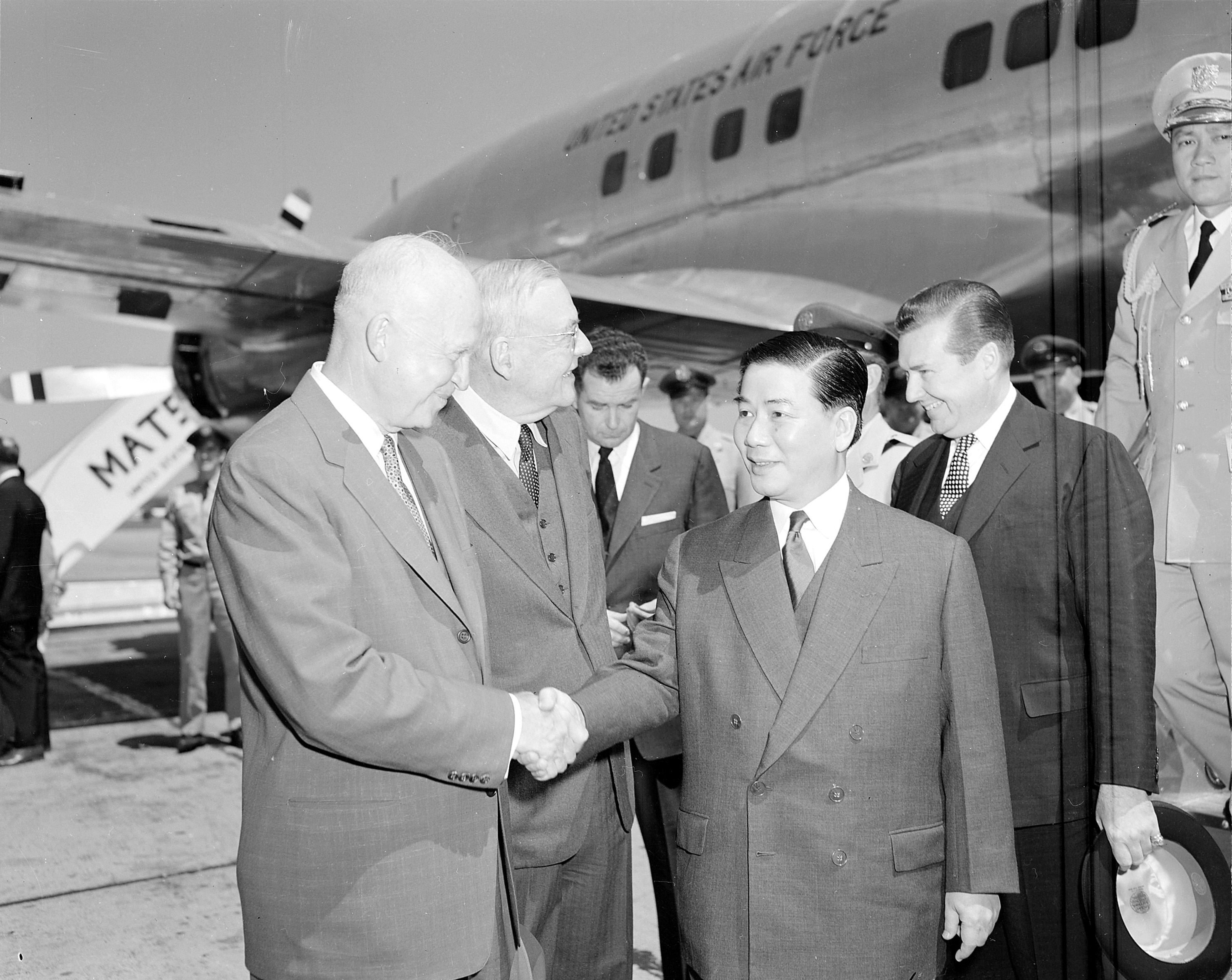
O presidente americano Dwight D. Eisenhower e o secretário de Estado John Foster Dulles cumprimentam o presidente Ngô Đình Diệm do Vietnã do Sul em Washington, 8 maio de 1957

Um devoto católico, Diệm era fervorosamente anticomunista, nacionalista e socialmente conservador. O historiador Luu Doan Huynh observa que "Diệm representava o nacionalismo estreito e extremista aliado à autocracia e ao nepotismo". A maioria dos vietnamitas eram budistas, e ficaram alarmados com ações como a dedicação do Diệm ao país para a Virgem Maria.
A partir do verão de 1955, Diệm lançou a campanha "Denuncie os comunistas", durante a qual os comunistas e outros elementos antigoverno foram presos, aprisionados, torturados ou executados. Ele instituiu na pena de morte contra qualquer atividade considerada comunista em agosto de 1956. De acordo com o Gabriel Kolko cerca de 12 mil suspeitos de oposição a Diệm foram mortos entre 1955 e 1957 e, no final de 1958, cerca de 40 mil presos políticos tinham sido encarcerados. Entretanto, Guenter Lewy argumenta que tais números eram exagerados e que nunca havia mais de 35 mil prisioneiros de todo tipo em todo o país.
Em maio de 1957, Diệm realizou uma visita de Estado de dez dias aos Estados Unidos. O presidente Eisenhower prometeu seu apoio contínuo, e um desfile foi realizado na honra de Diệm na cidade de Nova York. Embora Diệm fosse publicamente elogiado, em particular, o Secretário de Estado John Foster Dulles admitiu que Diệm tinha sido selecionado porque não havia alternativas melhores.
Antigo secretário de Defesa Robert McNamara escreveu em Argument Without End (1999) que os novos patronos americanos da República do Vietnã (ROV) eram quase completamente ignorantes da cultura vietnamita. Eles sabiam pouco da língua ou da longa história do país. Havia uma tendência para atribuir motivos americanos às ações vietnamitas, embora Diệm avisasse que era uma ilusão acreditar que copiar cegamente métodos ocidentais resolveria problemas vietnamitas.

### Insurgência no Sul (1956-1960)

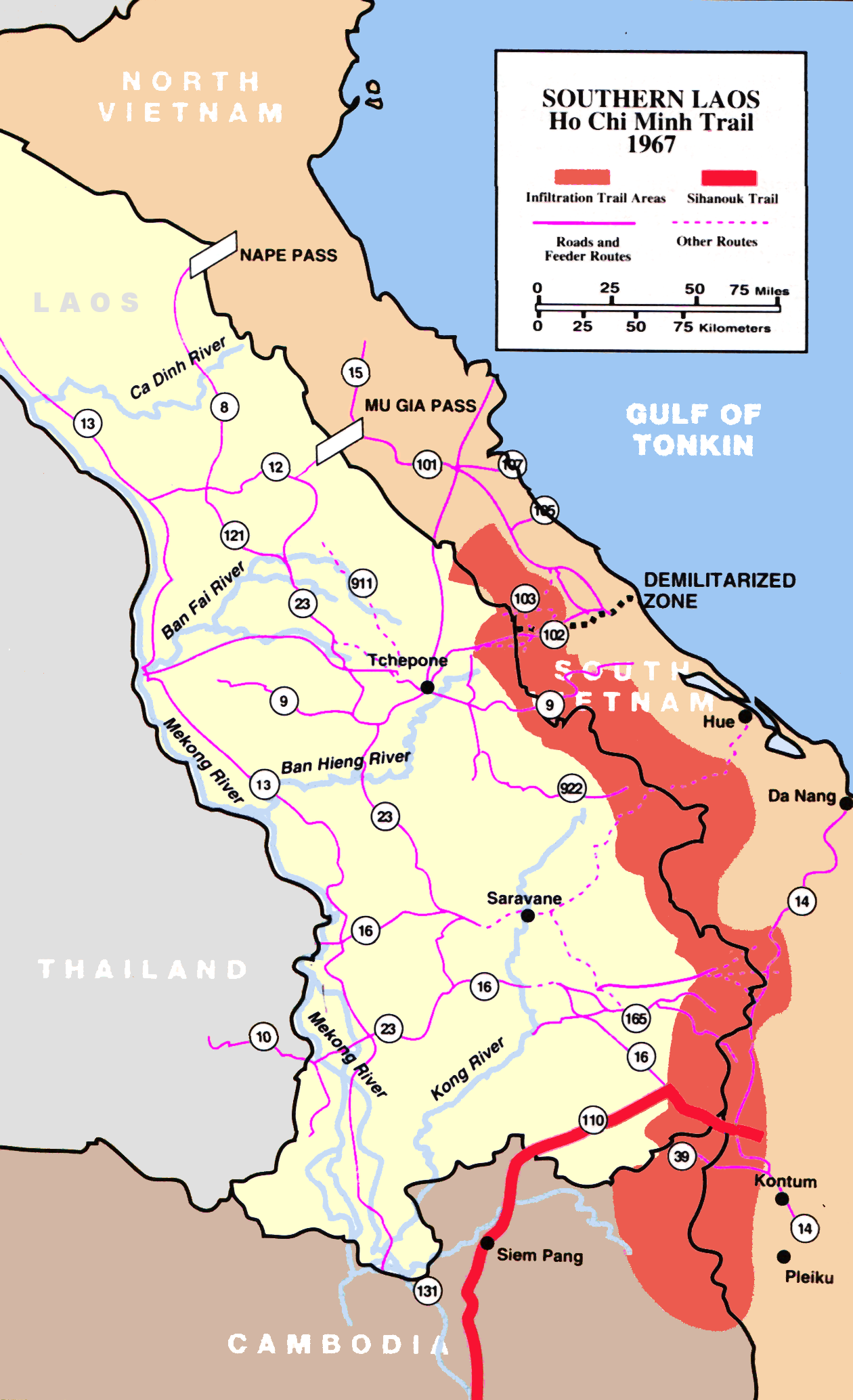
A trilha Ho Chi Minh foi utilizada para abastecer os Viet Congs

Um dos líderes comunistas do sul, Le Duan, retornou a Hanói para incentivar a liderança comunista no norte a tomar uma posição firme para a reunificação do país sob regime comunista, mas Hanói (então passando por uma severa crise econômica) hesitou em lançar um confronto militar em larga escala. Os comunistas nortistas temiam a intervenção dos EUA e acreditavam que as condições no Vietnã do Sul ainda não estavam prontas para uma ‘revolução do povo’. Entretanto, em dezembro de 1956, Ho autorizou que as células do Viet Minh ainda no sul começassem uma insurgência de nível moderado, chamada de propaganda armada, constando principalmente de sequestros e atentados (ver: Terrorismo comunista).
Quatrocentos funcionários do governo sulista foram assassinados apenas em 1957 e a violência cresceu gradualmente; começando contra autoridades dos governos locais, os atentados rapidamente se espalharam a outros símbolos do status quo sul-vietnamita, como professores, funcionários da área de saúde e proprietários agrícolas. Segundo estimativas, 20% dos prefeitos ou líderes de pequenas vilas rurais do Vietnã do Sul foram assassinados em 1958. A insurgência tentava destruir completamente o controle do governo nas áreas rurais do país e substituí-lo por um governo-provisório.
Finalmente, em 1959, sob a pressão das células sulistas que estavam se tornando alvos da polícia secreta de Diem, o comitê central do norte publicou uma autorização secreta autorizando uma sublevação armada. Isto autorizou o sulista Viet Minh a começar operações em larga escala contra o exército do Vietnã do Sul e provocou a decretação de leis anticomunistas mais duras pelo presidente Diem. Entretanto, o Vietnã do Norte enviou tropas e suprimentos para corroborar sua decisão, e homens e armas começaram a entrar no Vietnã do Sul pela Trilha Ho Chi Minh. Notando a crescente impopularidade no sul do corrupto e violento governo de Diem, em 12 de dezembro de 1960 Hanói autorizou a criação da Frente Nacional de Libertação, o grupo de frente do exército comunista no sul, também chamado de Vietcong.
Sucessivos governos norte-americanos superestimaram o controle e a influência do Vietnã do Norte sobre o Vietcong, como observou Robert McNamara, secretário de defesa dos governos de John F. Kennedy e Lyndon Johnson. A paranoia de Diem, a repressão, violência e corrupção que marcavam seu governo, influíram mais nos sentimentos de revolta da população do sul contra o regime, do que a influência direta de Hanói
Em dezembro de 1960, a Frente de Libertação Nacional (FNL, a.k.a. o Viet Cong) foi formalmente criada com a intenção de unir todos os ativistas antiGVN, incluindo os não comunistas. De acordo com os documentos do Pentágono, o Vietcong "colocou grande ênfase na retirada de conselheiros e influências norte-americanos, na reforma agrária e na liberalização do GVN, no governo de coalizão e na neutralização do Vietnã". Muitas vezes, os líderes da organização foram mantidos em segredo.
O motivo da contínua sobrevivência do FNL foi a relação de classe na zona rural. A grande maioria da população vivia em aldeias na zona rural onde a questão fundamental era a reforma agrária. O Viet Minh reduziu as rendas e as dívidas; E havia alugado terras comunais, principalmente para camponeses mais pobres. Diem trouxe os proprietários de volta às aldeias. As pessoas que cultivavam terras que detinham durante anos agora tinham que devolvê-lo aos proprietários e pagar anos de renda. Esta coleção de aluguel foi aplicada pelo exército vietnamita do sul. As divisões dentro das aldeias reproduziram os que existiam contra os franceses: "75 por cento de apoio para a FNL, 20 por cento tentando permanecer neutro e 5 por cento firmemente pró-governo".

### Envolvimento do Vietnã do Norte
Fontes discordam sobre se o Vietnã do Norte desempenhou um papel direto na ajuda e organização dos rebeldes sul-vietnamitas antes de 1960. Kahin e Lewis afirmam:
Contrariamente aos pressupostos da política dos Estados Unidos, todas as evidências disponíveis mostram que a revolução da guerra civil no Sul em 1958 foi empreendida pelos sulistas por iniciativa própria - e não por Hanói... A atividade insurgente contra o governo de Saigon começou no sul sob liderança do sul não como consequência de qualquer ditado de Hanói, mas ao contrário das injunções de Hanói.
Em contrapartida, o autor de 'War Comes to Long An' Jeffrey Race entrevistou desertores comunistas em 1967 e 1968 que consideravam essas recusas "muito divertidas" e que "comentavam humoristicamente que o Partido tinha aparentemente sido mais bem-sucedido do que se esperava em esconder seu papel". James Olson e Randy Roberts afirmam que o Vietnã do Norte autorizou uma insurgência de baixo nível em dezembro de 1956. Para contrariar a acusação de que o Vietnã do Norte estava violando o Acordo de Genebra, a independência do Viet Cong foi enfatizada na propaganda comunista.

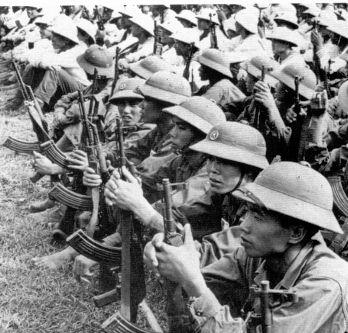
Soldados do exército norte-vietnamita

Em março de 1956, o líder comunista do sul Lê Duẩn apresentou um plano para reviver a insurgência intitulada "O Caminho do Sul" aos outros membros do Politburo em Hanói, mas como a China e os soviéticos se opuseram ao confronto neste momento, o plano de Lê Duẩn foi rejeitado. Entretanto a liderança norte-vietnamita aprovou medidas provisórias para reanimar a insurgência do sul em dezembro de 1956. As forças comunistas estavam sob uma única estrutura de comando criada em 1958. O Partido Comunista Norte-Vietnamita aprovou uma "guerra popular" no Sul em uma sessão em janeiro de 1959 e em maio, o grupo 559 foi criado para manter e melhorar a trilha Ho Chi Minh, neste tempo uma caminhada de montanha de seis meses através de Laos. Cerca de 500 dos "reagrupados" de 1954 foram enviados para o sul na trilha durante seu primeiro ano de operação. A primeira entrega de armas através da trilha foi concluída em agosto de 1959.
Vietnã do Norte invadiu o Laos em 1959, e usou 30 mil homens para construir rotas de invasão pelo Laos e Camboja em 1961. Cerca de 40 mil soldados comunistas se infiltraram no sul de 1961-63. Vietnã do Norte enviou 10 mil soldados do Exército Norte-Vietnamita para atacar o sul em 1964, e esse número aumentou para 100 mil em 1965.

### Viet Cong
Os membros da FNL passaram a ser chamados de "Vietcongs", pelos norte-americanos e seus aliados. Este termo, abreviado para "VC", deu origem ao termo (utilizando o Alfabeto fonético militar) "Victor-Charlie" de onde surgiu o nome "Charlie" também como apelido dos membros da FNL.
O termo "Vietcong" tinha o propósito de desacreditar os guerrilheiros, aplicando-lhes a pecha de "vietnamitas comunistas". Seus criadores basearam-se no cenário vigente nos Estados Unidos, onde o termo "comunista" alarma a opinião pública e conduz, não raro, a reações histéricas. Mas naquela região da Ásia, o efeito não era o mesmo, até porque, em muitos casos, os comunistas se identificavam com movimentos nacionalistas que lutavam pela independência de povos submetidos ao domínio estrangeiro.
Ao se dar conta de seu engano, Washington tentou retificar a situação, promovendo um concurso público, nos Estados Unidos, para escolha de outro nome. Oferecia-se prêmio em dinheiro por um "termo camponês coloquial, que implicasse em algo de repulsivo ou ridículo", porém o concurso não produziu o resultado desejado, e o termo "Vietcong" continuou a ser usado.
Os membros da FNL nunca assumiram esse "apelido" que lhes foi conferido.

## Escalada de Kennedy (1961-1963)
Quando John F. Kennedy venceu as eleições presidenciais americanas de 1960, um dos principais pontos de preocupação levantados por ele, era se a União Soviética havia ultrapassado os Estados Unidos em seus programas balístico e espacial. Apesar dos avisos de Dwight Eisenhower, seu antecessor no cargo, sobre o Vietnã e o Laos, para Kennedy a Europa e a América Latina deveriam ser os focos principais de atenção de sua administração. Seu governo permaneceria comprometido com a política da Guerra Fria, herdada dos governos anteriores de Eisenhower e Truman.
Em 1961, ele enfrentou uma crise em três partes: o fracasso na Invasão da Baía dos Porcos, para depor o governo de Fidel Castro em Cuba, a construção do Muro de Berlim pelos soviéticos e alemães orientais e o acordo negociado entre o governo pró-ocidental do Laos e o movimento comunista Pathet Laos no país. Estes fatos lhe fizeram crer que uma outra falha dos Estados Unidos em deter a expansão comunista que acontecia no mundo iria fatalmente afetar a credibilidade do país como líder do mundo ocidental perante seus aliados e sua própria reputação como dirigente da nação. Kennedy estava determinado a ‘riscar uma linha na areia’ e impedir uma vitória comunista no Vietnã.

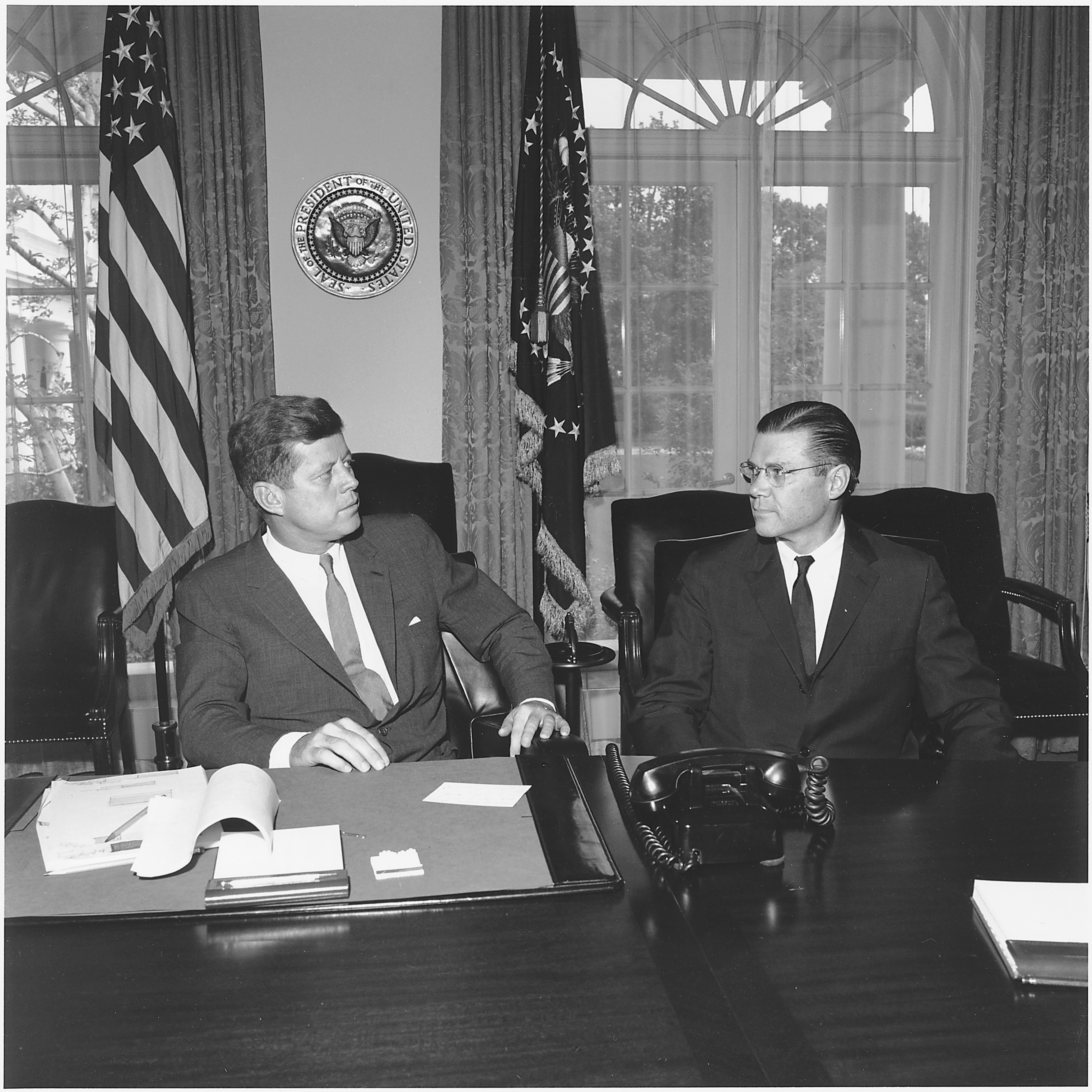
O presidente John F. Kennedy e seu secretário de defesa Robert McNamara, em 1962

Sua política para o Vietnã do Sul recaía na crença de que Diem e suas forças conseguiriam derrotar as guerrilhas comunistas sozinhos. Ele era contra o envio de tropas norte-americanas e observou que ‘introduzir forças militares americanas em grande número hoje no Vietnã, apesar de produzir um grande impacto militar inicial, iria certamente levar a uma política adversa e, a longo prazo, em consequências militares adversas’.
A qualidade das forças armadas do Vietnã do Sul, entretanto, permanecia de baixo nível. Liderança deficiente, corrupção e interferência política, faziam a sua parte na contaminação do exército. À medida que a insurgência se solidificava, aumentava a frequência dos ataques dos guerrilheiros. O apoio logístico do Vietnã do Norte à Frente de Libertação Nacional tinha um papel significativo, mas o ponto central da crise era a incompetência do governo sul-vietnamita. Conselheiros da Casa Branca recomendaram ao presidente que os EUA enviassem soldados ao país disfarçados de funcionários da defesa civil, para ajuda e resgate nas enchentes que aconteciam no país. Kennedy rejeitou a ideia, mas aumentou a assistência militar. Na metade de 1962, o número de conselheiros militares norte-americanos no Vietnã do Sul havia aumentado de 700 para 12 mil.
No ano anterior, havia sido iniciado um programa estratégico conjunto dos dois governos, o Strategic Hamlet Program, que consistia em proteger a população rural do país, eminentemente rural, em campos fortificados. O objetivo era isolar estas populações da insurgência comunista, prover educação e assistência médica e aumentar o controle do governo no interior do país. O programa, entretanto, foi rapidamente infiltrado pela guerrilha. Os camponeses se ressentiam de serem desalojados das vilas de seus ancestrais. O governo se recusava a fazer uma reforma agrária, o que fazia com que os pequenos e médios fazendeiros fossem obrigados a continuar pagando altas taxas de ocupação a grandes senhores de terras. A corrupção minava o programa e intensificava a oposição a ele, enquanto funcionários públicos enviados para supervisioná-lo viravam alvos de assassinato, o que levou a iniciativa ao fracasso, dois anos depois de implementada.
Em 23 de julho de 1962, quatorze nações, incluindo a China, URSS, Vietnã do Sul, Vietnã do Norte e os Estados Unidos, assinaram um acordo se comprometendo a respeitar a neutralidade do Laos.

### Golpes de estado e assassinatos
Analistas políticos em Washington concluíram que o presidente Ngo Dinh Diem era incapaz de derrotar os comunistas e até em conseguir algum acordo com Ho Chi Minh. Ele parecia preocupado apenas em evitar um golpe de estado contra si e seu governo. Durante o verão de 1963, autoridades norte-americanas começaram a discutir a possibilidade de uma mudança no regime. O Departamento de Estado dos Estados Unidos era a favor do encorajamento de um golpe. O Pentágono e a CIA eram mais receosos das consequências desestabilizadoras que tal ato pudesse provocar e preferiam continuar aplicando pressão pelas reformas políticas no sul.
A maior das mudanças propostas pela política norte-americana era a remoção do poder do irmão mais novo do presidente, Ngo Dinh Nhu, chefe da polícia secreta do país e o homem por trás da repressão contra os monges budistas do Vietnã. Como conselheiro mais poderoso de Diem, Nhu se tornou uma figura odiada no Vietnã do Sul e sua influência contínua era inaceitável para o governo Kennedy, que acabou eventualmente concluindo que o presidente não o substituiria. Assim, a CIA entrou em contato com os comandantes militares sul-vietnamitas que planejavam depor o presidente e lhes fez saber que os Estados Unidos não se oporiam à ação. Em 1 de novembro de 1963, Diem foi deposto e executado no dia seguinte junto com seu irmão, dentro de um blindado nas ruas de Saigon, a caminho do quartel-general do exército. O embaixador norte-americano Henry Cabot Lodge, Jr., que havia sido proibido por Kennedy de qualquer encontro pessoal com os militares nas semanas antecedentes, convidou os golpistas à embaixada e os congratulou, enviando a Kennedy – chocado com um assassinato com o qual não tinha concordado – a mensagem de que agora "as possibilidades são de uma guerra curta no Vietnã".
Em seguida ao golpe, o caos se instalou no país. O Vietnã do Sul entrou num período de grande instabilidade política, com governos militares sendo substituídos uns pelos outros em rápida sucessão e disso se aproveitou o governo de Hanói, que aumentou seu apoio aos guerrilheiros do Vietcong. Kennedy aumentou mais ainda o número de militares no país, oficialmente conselheiros militares para as forças armadas do Vietnã do Sul, para lidar com o aumento da atividade guerrilheira. Seus militares eram infiltrados em todos os níveis das forças armadas sulistas. Porém, eles eram totalmente ignorantes da natureza política da insurgência, que era um movimento de desestabilização política no qual confrontos militares não eram o principal objetivo. O governo Kennedy colocou todos os seus esforços na pacificação do país e em ‘conquistar os corações e mentes’ da população.
A liderança militar em Washington, entretanto, era contra qualquer papel por parte de seus militares no Vietnã que fosse diferente de ajudar no treinamento de tropas e o comandante destes homens no Vietnã do Sul, general Paul D. Harkins, confidencialmente previu uma vitória sobre a guerrilha ‘na época do Natal de 1963’. A CIA, entretanto, era menos otimista e produzia relatórios avisando que ‘o Vietcong tem o controle de fato de largas porções do território sul-vietnamita e tem aumentado consideravelmente a intensidade de suas atividades armadas contra o governo’. Kennedy introduziu os helicópteros militares na guerra, criou uma força aérea conjunta EUA-Vietnã do Sul, basicamente formada por pilotos norte-americanos e enviou os Boinas Verdes ao país.
Numa conversa com o primeiro-ministro do Canadá e Nobel da Paz Lester Pearson, o presidente pediu seu conselho sobre a situação e ouviu de volta: ‘Caia fora de lá’. Ao que respondeu: ‘Esta é uma resposta estúpida, todos sabemos disso, a questão é: como cair fora de lá?”.
John Kennedy foi assassinado em 22 de novembro de 1963, três semanas após Ngo Dinh Diem. Foi substituído pelo vice-presidente Lyndon Johnson, que reafirmou o apoio norte-americano ao Vietnã do Sul e aumentou a ajuda militar ao país para US$ 500 milhões no fim do ano.

## Escalada de Johnson (1963-1969)

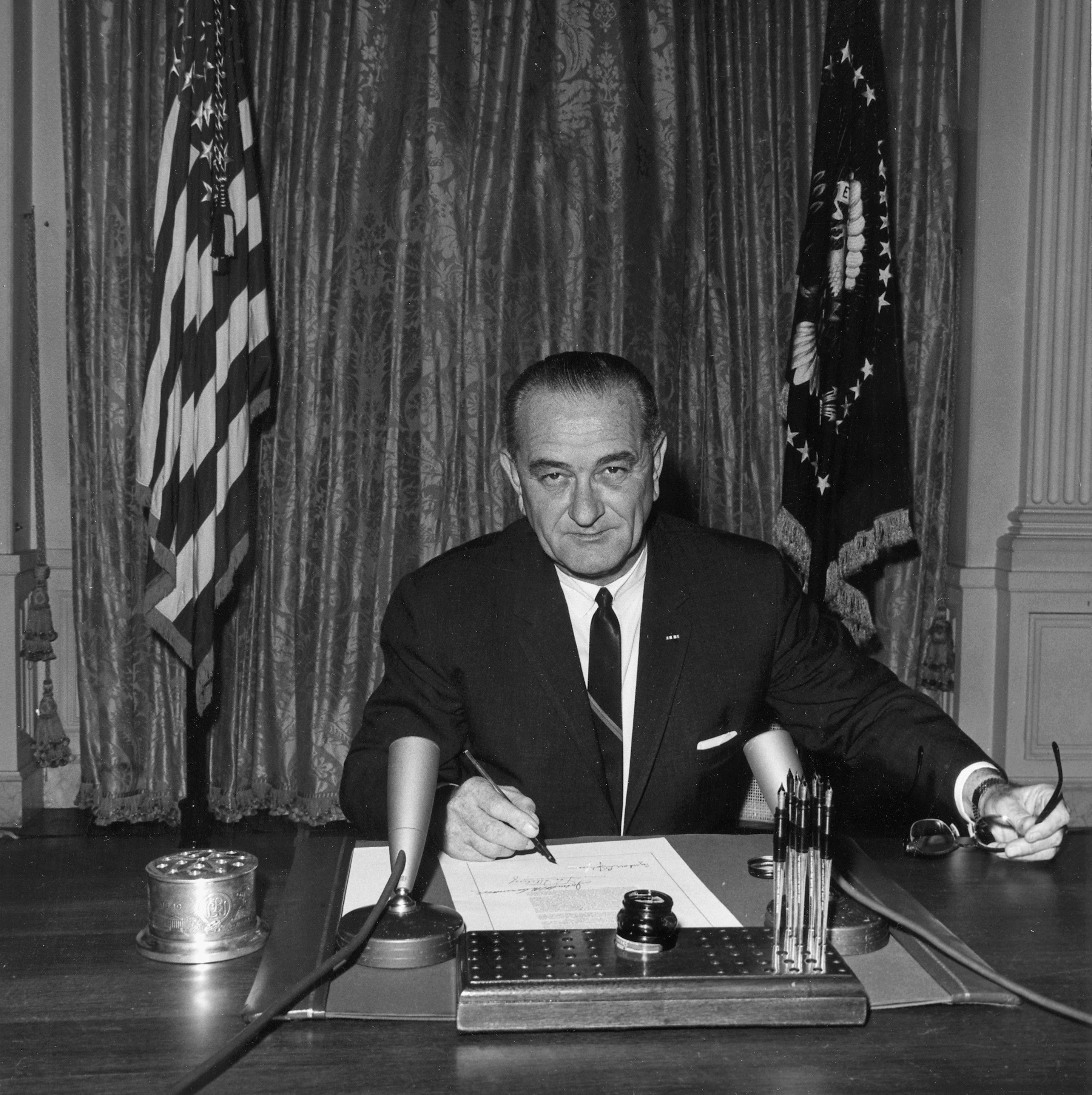
O presidente americano Lyndon B. Johnson na assinatura da Resolução do Golfo de Tonkin, que dava autoridade para a Casa Branca levar a nação a guerra no sudeste da Ásia

No momento em que Lyndon B. Johnson assumiu a presidência após a morte de Kennedy, ele não estava fortemente envolvido com a política em relação ao Vietnã, lembrou o assessor presidencial Jack Valenti: "O Vietnã na época não era maior do que o punhado de um homem no horizonte. Nós quase não discutimos porque não valia a pena discutir.", mais preocupado com a criação do que chamava de "Grande Sociedade" e de programas sociais progressistas.
Ao se tornar presidente, no entanto, Johnson imediatamente teve que se concentrar no Vietnã: em 24 de novembro de 1963, ele disse: "A batalha contra o comunismo ... deve se juntar ... com força e determinação". Ele reuniu um grupo de conselheiros em torno do embaixador Lodge, retornado à pressa de Saigon, para ouvirem as notícias trazidas pelo embaixador e conhecer mais profundamente a situação do que ocorria no Vietnã e prometeu se empenhar em ajudar os vietnamitas do sul a vencerem a guerra contra os comunistas. Mas esta decisão veio numa ocasião em que a situação no país estava já deteriorada, especialmente em locais como o delta do Mekong, graças ao recente golpe contra Diem.
O conselho militar revolucionário, na falta de um grande líder sul-vietnamita, era composto de doze membros, chefiados pelo general Minh – considerado por correspondentes da imprensa estrangeira em Saigon como ‘um modelo de letargia’. Seu regime foi deposto em janeiro de 1964 pelo general Nguyen Khanh.

### Incidente do Golfo de Tonkin

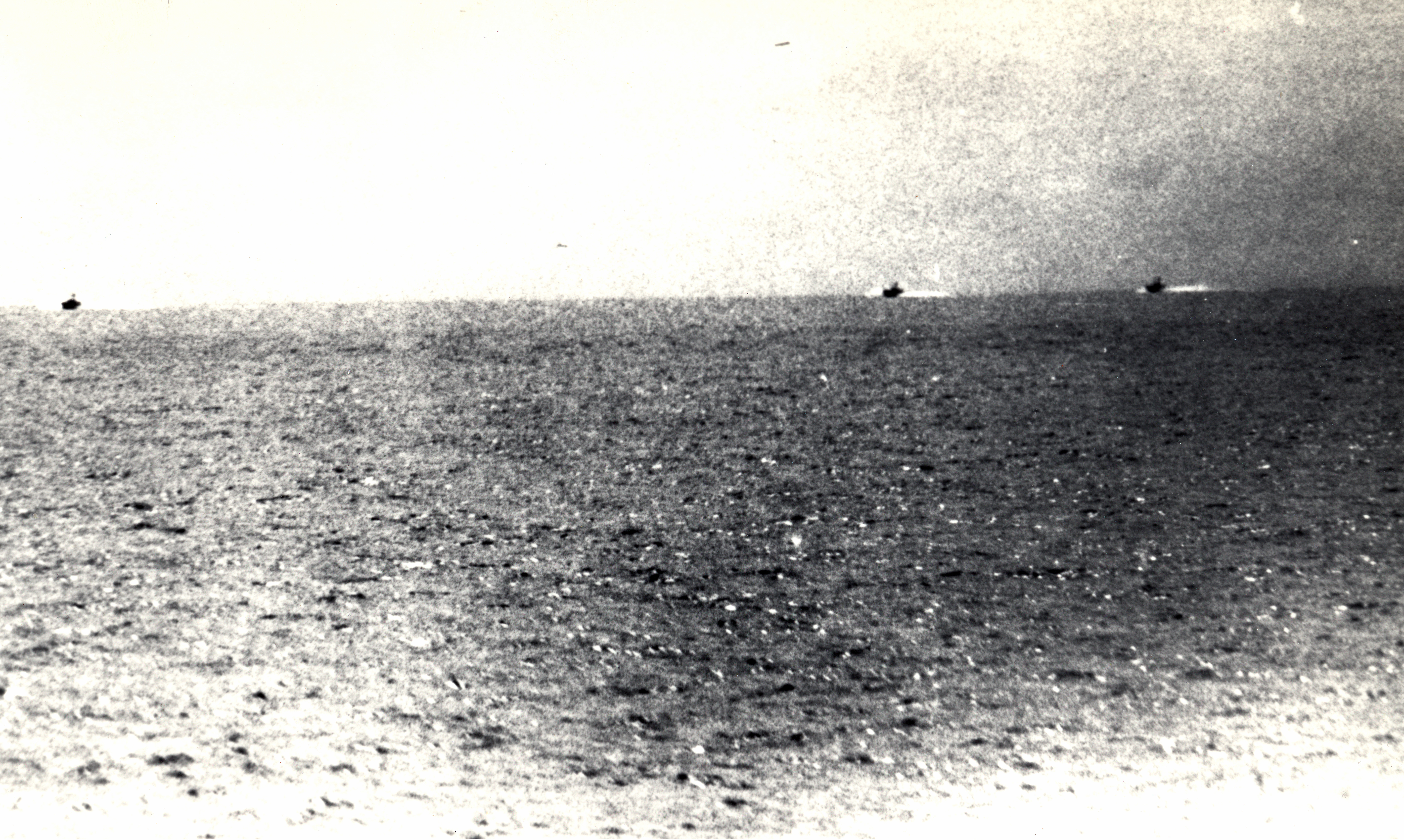
Foto tirada do USS Maddox em 2 de agosto de 1964, mostra barcos de patrulha norte-vietnamitas no Golfo de Tonkin

Em agosto de 1964, o destróier norte-americano USS Maddox, numa missão de espionagem ao largo da costa do Vietnã do Norte, disparou e danificou diversos barcos torpedeiros que se aproximavam dele no Golfo de Tonkin. Um segundo ataque de lanchas torpedeiras foi noticiado dois dias depois envolvendo o USS Turner Joy e o Maddox na mesma área. As circunstâncias destes ataques são obscuras. O segundo ataque levou a uma retaliação aérea dos americanos, apressou o Congresso a aprovar a Resolução do Golfo de Tonkin e deu ao presidente poderes para conduzir operações militares no Sudeste Asiático sem uma declaração de guerra formal.
Em 2005, entretanto, documentos secretos liberados pela Agência Nacional de Segurança, revelaram que não houve nenhum ataque a barcos americanos no dia 4 de agosto de 1964, mas, muito antes disso, este fato já vinha sendo contestado. "O Incidente do Golfo de Tonkin", escreveu Louise Gerdes, "é um exemplo sempre citado de como Lyndon Johnson enganou o povo americano para conseguir apoio para a sua política no Vietnã". George C. Herrings afirmou: "que o Pentágono e McNamara não reconhecidamente mentiram sobre os alegados ataques, mas eles estavam obviamente com um espírito beligerante com relação aos vietnamitas e provavelmente selecionaram as evidências e relatos chegados a eles, aquilo que lhes interessava acreditar e difundir à opinião pública".
O Conselho Nacional de Segurança recomendou uma escalada em três estágios do bombardeio aéreo ao Vietnã do Norte. Em 2 de março de 1965, seguindo-se a um ataque vietnamita ao acampamento dos marines em Pleiku, as operações começaram. A campanha de bombardeios, que duraria três anos, tinha o objetivo de obrigar o governo de Hanói a suspender seu apoio à Frente Nacional para a Libertação do Vietnã do Sul (o Vietcong sulista) ameaçando destruir suas defesas aéreas e sua estrutura industrial e ao mesmo tempo dar uma injeção de moral no povo sul-vietnamita. Entre março de 1965 e novembro de 1968, a Operação Rolling Thunder, como foi chamada, contemplou o norte do país com um milhão de toneladas de mísseis, foguetes e bombas.

O general William Westmoreland e o Presidente Lyndon B. Johnson, em 1967

O bombardeio não se limitou ao norte do Vietnã, atingindo também áreas do sul onde havia alvos militares do Vietcong ou de sua infra-estrutura, além da trilha Ho Chi Minh, que em diversas partes de sua extensão penetrava no Laos e no Camboja. O objetivo, porém, nunca foi alcançado. Como observou um oficial, "esta é uma guerra política e ela pede por mortes seletivas. A melhor arma pode ser uma faca [...] a pior, um avião". Entretanto, o chefe do estado-maior da força aérea Curtis LeMay, que há tempos pregava que o Vietnã do Norte fosse saturado de bombas, escrevia "vamos bombardeá-los até fazê-los regredir à Idade da Pedra".

### A Ofensiva de 1964

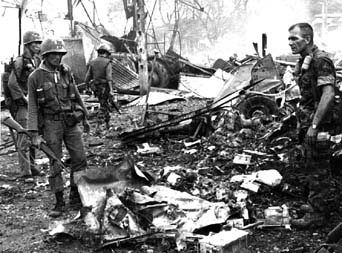
Forças da ARVN e um assessor dos EUA inspecionam um helicóptero abatido na Batalha de Dong Xoai

Seguindo a Resolução do Golfo de Tonkin, Hanói havia antecipado a chegada de tropas dos EUA e começado a expandir o Vietcong, além de enviar um número crescente de pessoal do Vietnã do Norte para o sul, e nessa fase equipando e padronizando o equipamento das forças vietcongues com fuzis AK 47 e outros suprimentos, além de formar a 9ª Divisão. "De uma força de aproximadamente 5 mil no início de 1959, o número de vietcongues cresceu para cerca de 100 mil no final de 1964 ... Entre 1961 e 1964, a força do Exército aumentou de aproximadamente 850 mil para quase um milhão de homens". Os números de tropas dos EUA destacadas para o Vietnã durante o mesmo período eram bem diferentes; 2 mil em 1961, subindo rapidamente para 16 500 em 1964. Durante esta fase, o uso de equipamentos capturados diminuiu, enquanto um maior número de munições e suprimentos foram necessários para manter as unidades regulares, e o Grupo 559 foi encarregado de expandir a Trilha Ho Chi Minh, à luz do bombardeio quase constante por aviões americanos. A guerra começara a se transformar na fase final, fase de guerra convencional do modelo de guerra prolongado de três estágios de Hanói, em que eles foram encarregados de destruir o ARVN e capturar e manter áreas, no entanto, os Viet Congs ainda não eram fortes o suficiente para atacar grandes vilas e cidades.
Em dezembro de 1964, as forças da ARVN sofreram pesadas perdas na Batalha de Bình Giã, em uma batalha que ambos os lados viram como um divisor de águas. Anteriormente, as forças comunistas utilizavam táticas de guerrilha de atropelamento e fuga. No entanto, em Binh Gia, eles derrotaram uma forte força ARVN em uma batalha convencional e permaneceram no campo por quatro dias. As forças sul-vietnamitas foram novamente derrotadas em junho de 1965 na Batalha de Đồng Xoài. A incompetência das forças sul-vietnamitas convenceu o governo americano a enviar unidades de combate em larga escala para o Vietnã pela primeira vez ainda em 1965.

### A guerra terrestre americana

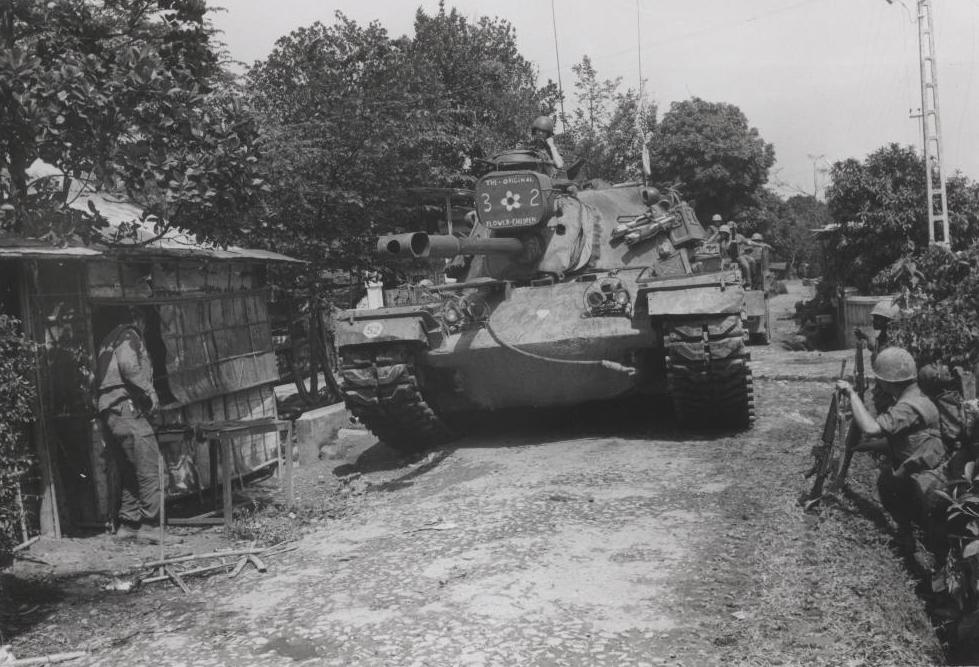
Um tanque de guerra do Corpo de Fuzileiros Navais dos Estados Unidos lutando no Vietnã

Em 8 de março de 1965, cerca de 3 500 fuzileiros navais americanos desembarcam em Da Nang, no Vietnã do Sul. Isso marcou o início da guerra terrestre americana. A opinião pública nos Estados Unidos apoiou de forma esmagadora o envio de tropas. A missão inicial dos fuzileiros navais era a defesa da Base Aérea de Da Nang. O primeiro deslocamento de 3 500 soldados em março de 1965 foi aumentado para quase 200 000 soldados americanos no Vietnã em dezembro desse mesmo ano. A doutrina militar das forças armadas dos Estados Unidos há muito focava no treinamento de suas tropas para ações ofensivas. Independentemente de política, os comandantes militares dos Estados Unidos eram institucional e psicologicamente inadequados para uma missão defensiva.
O General William Westmoreland informou o Almirante Sharp, comandante da Frota Americana no Pacífico, que a situação militar era crítica. Ele disse: "Estou convencido de que as tropas dos EUA com sua energia, mobilidade e poder de fogo podem enfrentar com sucesso a luta contra o NLF (Viet Congs)". Com esta recomendação, Westmoreland estava defendendo um afastamento agressivo da postura defensiva da América e a marginalização dos sul-vietnamitas. Ao ignorar as unidades do Exército da República do Vietnã (chamado pelos americanos de ARVN), o comprometimento dos Estados Unidos tornou-se aberto. Westmoreland delineou um plano de três pontos para vencer a guerra:
- Fase 1: Compromisso das forças dos Estados Unidos (e outros aliados) necessárias para interromper a tendência de derrota até o final de 1965.
- Fase 2: Os Estados Unidos e as forças aliadas montariam grandes ações ofensivas para tomar a iniciativa de destruir a guerrilha e as forças inimigas organizadas. Essa fase terminaria quando o inimigo estivesse esgotado, colocado na defensiva e expulso das principais áreas povoadas.
- Fase 3: Se o inimigo persistisse, um período de doze a dezoito meses após a Fase 2 seria necessário para a destruição final das forças inimigas remanescentes nas áreas de base remotas.[181]

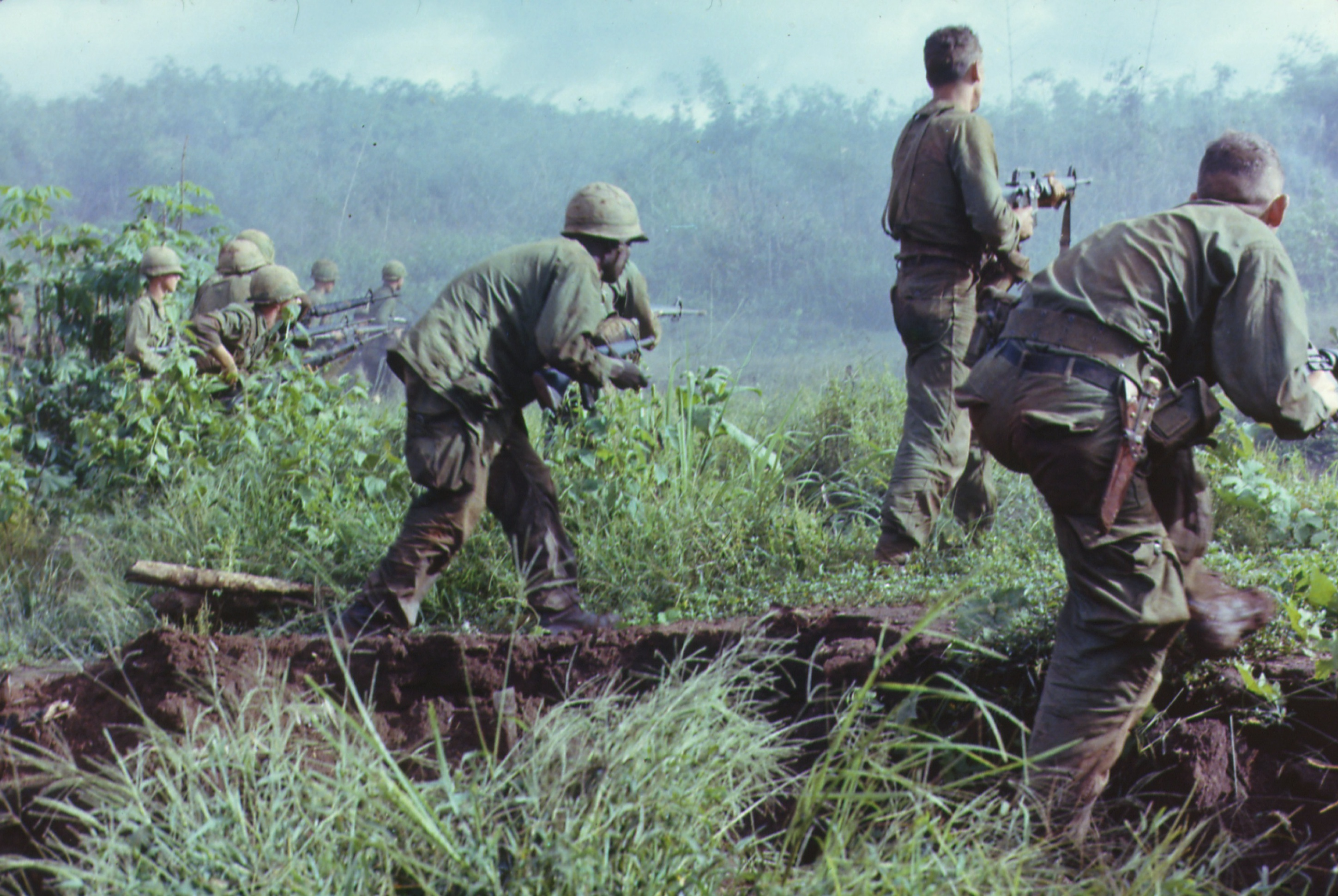
Militares americanos lutando contra os norte-vietnamitas em 1966

O plano foi aprovado pelo presidente Lyndon Johnson e marcou um profundo afastamento da insistência do governo anterior de que o governo central do Vietnã do Sul era o principal responsável em derrotar os guerrilheiros comunistas. Westmoreland previu a vitória até o final de 1967, embora cada fase requisitasse um aumento no número de tropas. Johnson, no entanto, não comunicou essa mudança de estratégia à mídia. Em vez disso, ele enfatizou a continuidade. A mudança na política dos Estados Unidos dependia de igualar os norte-vietnamitas e os viet congs em uma disputa de desgaste e moral. Os adversários estavam presos em um ciclo de escalada. A ideia de que o governo do Vietnã do Sul poderia administrar seus próprios assuntos foi abandonada. Além disso, Westmoreland e McNamara elogiaram o sistema de "contagem de corpos" ("body count") para medir a vitória, uma métrica que mais tarde se revelaria falha. A estratégia do "body count" consistia na ideia de que os Estados Unidos mediriam o fracasso ou sucesso no andamento da guerra baseado na quantidade de inimigos mortos e não em território conquistado ou outros parâmetros práticos ou tradicionais (algo impossível quando se enfrenta primordialmente uma guerrilha irregular). Por outro lado, as guerrilhas comunistas apostavam que, se a guerra durasse muito tempo, o apoio popular americano a guerra iria minguar. Os vietnamitas, assim, estavam dispostos a aguentar enormes perdas nos campos de batalha se vencessem no longo prazo, algo que os americanos não antecipavam.

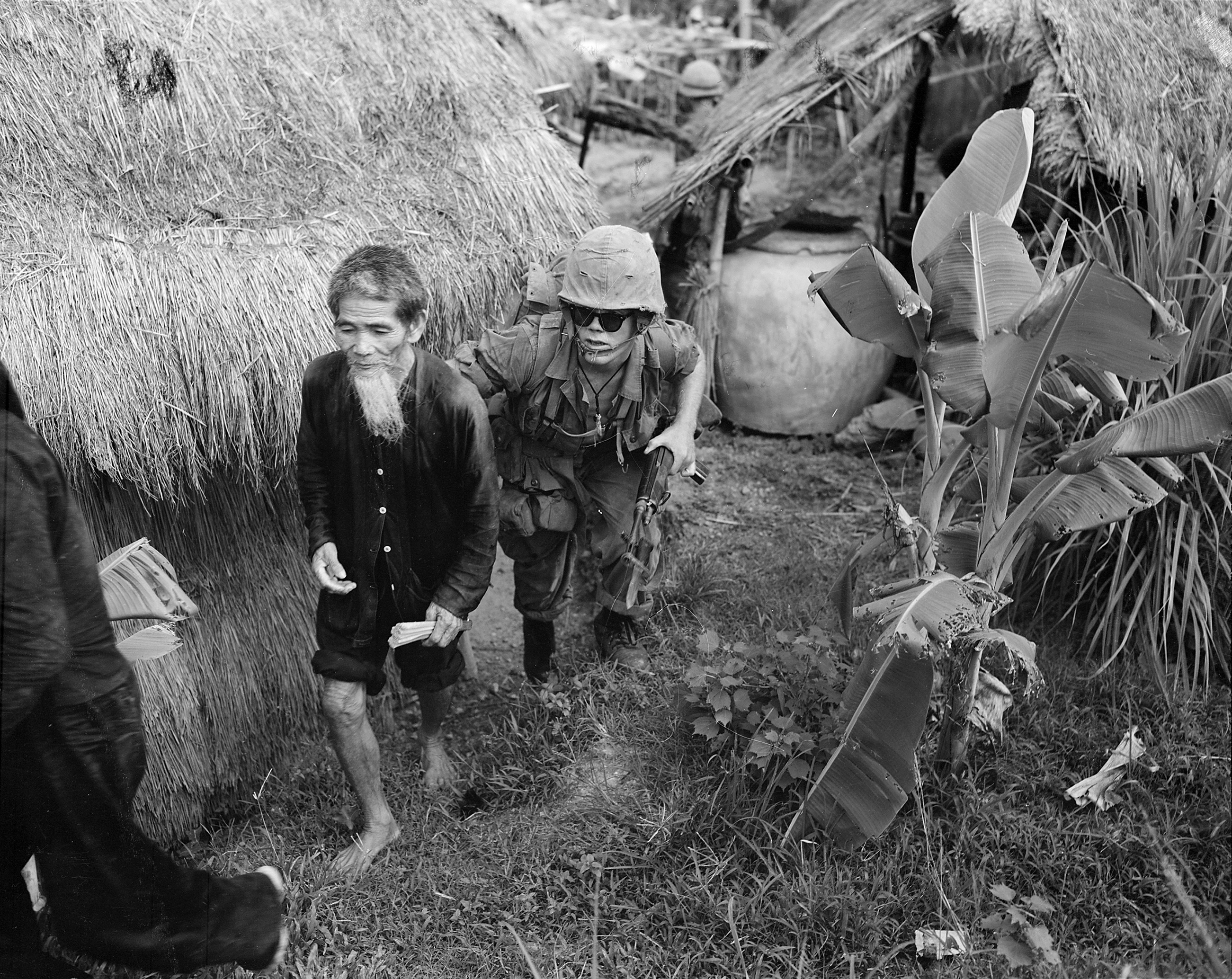
Um fuzileiro naval do 1º Batalhão, 3º Regimento de Fuzileiros Navais, movendo um suspeito de ser um Viet Cong durante uma operação de busca e limpeza realizada pelo batalhão cerca de 24 km a oeste da Base Aérea de Da Nang, em 1965

A construção americana transformou a economia sul-vietnamita e teve um efeito profundo na sociedade. O Vietnã do Sul foi inundado com produtos manufaturados. Ainda assim, a corrupção no governo sul-vietnamita era endêmica e suas forças armadas eram incompetentes, sendo incapazes de dar apoio às tropas americanas.
O governo dos Estados Unidos encorajava seus aliados do SEATO (sigla em inglês para Organização do Tratado do Sudeste Asiático) a contribuir com tropas. Austrália, Nova Zelândia, Tailândia e Filipinas concordaram em enviar tropas. A Coreia do Sul mais tarde pediria para ingressar no programa "Many Flags" em troca de uma compensação econômica. A maioria dos grandes aliados tradicionais dos Estados Unidos da OTAN, como Reino Unido e Canadá, contudo, rejeitaram o pedido de Washington para mandar tropas.
Os Estados Unidos e seus aliados montaram operações de buscar e destruir complexas, projetadas para encontrar forças inimigas, destruí-las e depois se retirar, normalmente usando helicópteros de guerra. Em novembro de 1965, os Estados Unidos se engajaram em sua primeira grande batalha contra o exército norte-vietnamita, a Batalha de Ia Drang. Nesta operação ocorreu o primeiro ataque aéreo de helicóptero em grande escala pelos Estados Unidos e foi uma das primeiras vezes que empregaram bombardeiros Boeing B-52 Stratofortress em uma função de suporte tático. Essas táticas continuaram em 1966 e 1967 com o lançamento das operações Masher, Thayer, Attleboro, Cedar Falls e Junction City. Contudo, os insurgentes comunistas permaneceram irredutíveis e demonstraram grande flexibilidade tática. Em 1967, a guerra gerou refugiados internos em grande escala, totalizando quase 2,1 milhões no Vietnã do Sul, com 125 000 pessoas evacuadas e desabrigadas somente durante a Operação Masher, esta foi a maior operação de busca e destruição na guerra até aquele momento. A Operação Masher teria um impacto insignificante, no entanto, já que o exército norte-vietnamita e os vietcongs retornaram à província apenas quatro meses após o término da operação.

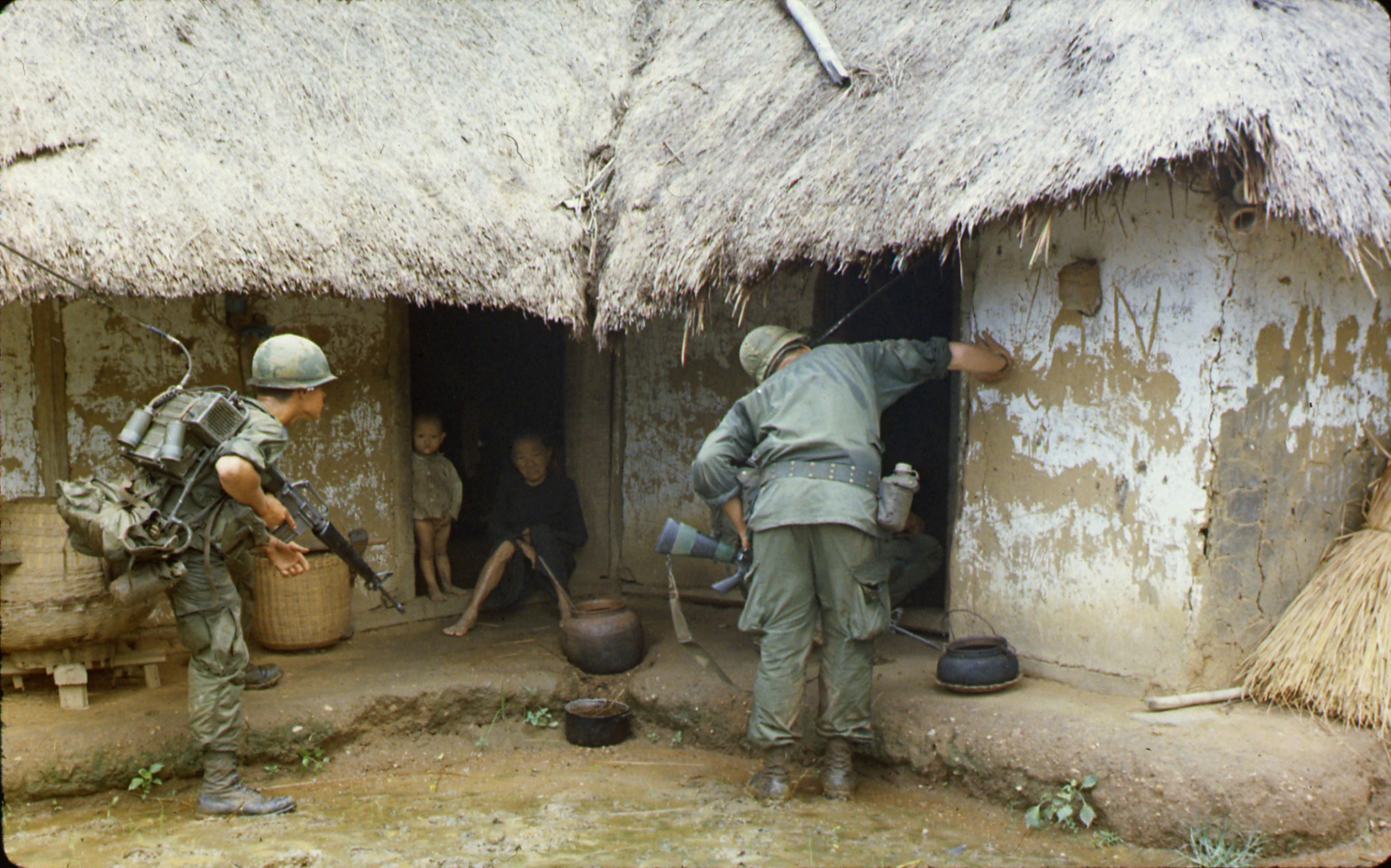
Soldados americanos inspecionando vilas vietnamitas por potenciais Viet Cong

Apesar da condução contínua de grandes operações militares americanas, das quais os guerrilheiros comunistas normalmente evitavam, a guerra foi caracterizada por contatos ou engajamentos de unidades menores quase que de forma constante. Até o final da guerra, os guerrilheiros comunistas iniciariam 90% dos grandes tiroteios, dos quais 80% eram operações claras e bem planejadas e, portanto, os Viet Congs e norte-vietnamitas manteriam a iniciativa estratégica, apesar da força militar esmagadora dos Estados Unidos e seu avassalador poder de fogo. Além disso, os comunistas desenvolveram estratégias capazes de se opor às doutrinas e táticas militares dos Estados Unidos. Ao mesmo tempo, os Estados Unidos mantinham o Vietnã do Norte e as linhas de suprimentos nas fronteiras com o Camboja e o Laos e rota de escoamentos de materiais e tropas no sul sob constante bombardeios aéreos. Operações como a Rolling Thunder apesar de causar devastação e muitas mortes (especialmente entre civis vietnamitas) acabaram não trazendo resultados positivos para os americanos, com a União Soviética e a China sendo rápidas em repor as perdas materiais dos seus aliados comunistas. Ao mesmo tempo, os bombardeios e as pesadas baixas em vidas humanas não pareciam abalar a moral da população norte-vietnamita e seu exército permaneceu confiante.

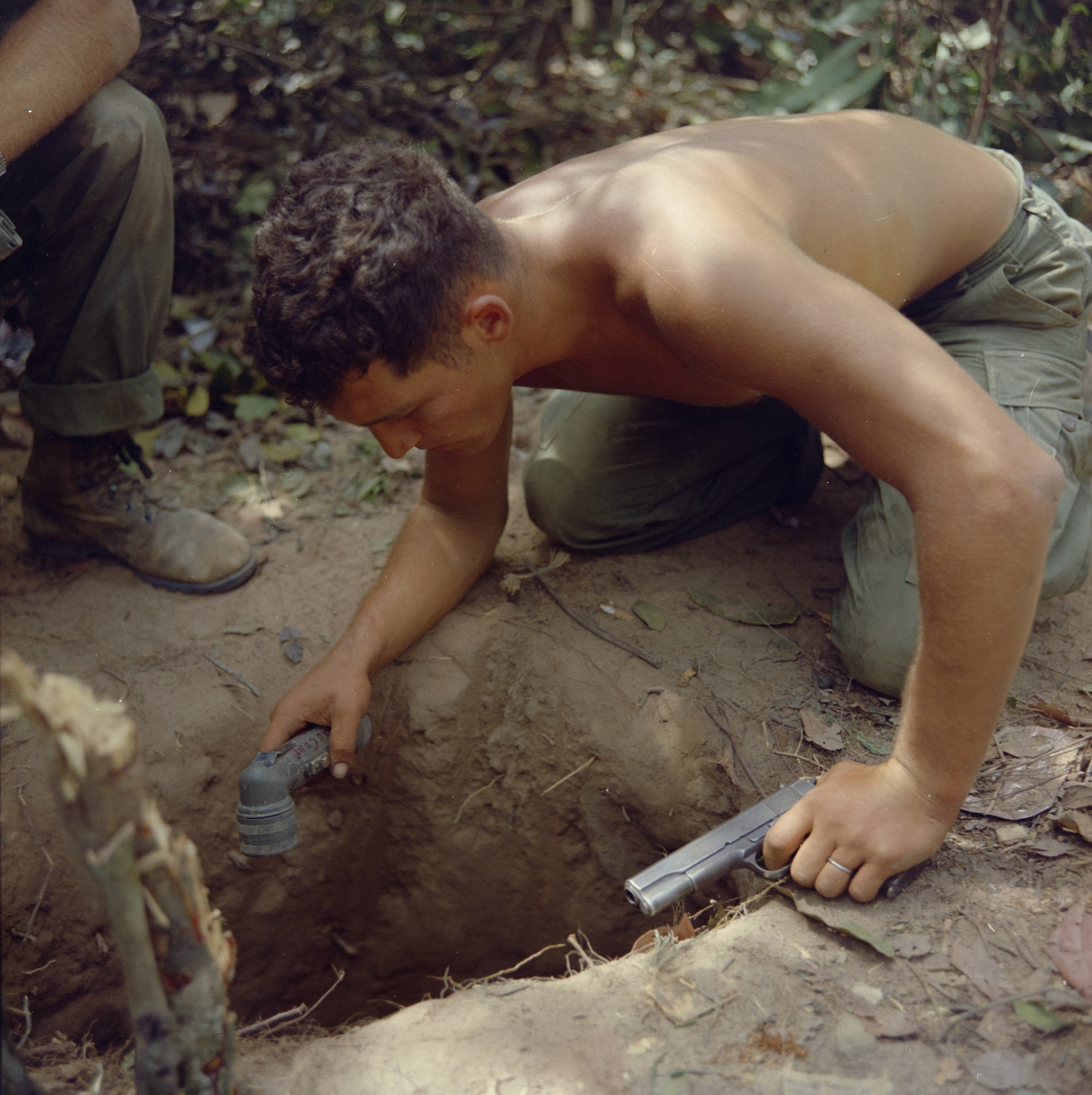
Um militar americano se preparando para entrar num túnel Viet Cong. Os soldados que exerciam essa função eram chamados de "tunnel rat"

Enquanto isso, a situação política no Vietnã do Sul começou a se estabilizar com a chegada ao poder do primeiro-ministro, o marechal Nguyễn Cao Kỳ, e o chefe de estado figurativo, o general Nguyễn Văn Thiệu, em meados de 1965, como líderes da junta militar. Isso encerrou uma série de golpes de estado que aconteciam mais de uma vez por ano no período recente. Em 1967, Thieu tornou-se presidente com Ky como vice, após eleições fraudulentas. Embora fossem nominalmente um governo civil, Ky suspostamente mantinha o poder real por meio de um corpo militar nos bastidores. No entanto, Thieu acabou afastando Ky ao preencher as fileiras do governo com generais de sua facção. Thieu também foi acusado de assassinar partidários de Ky por meio de acidentes militares planejados. Thieu, desconfiado e indeciso, manteve-se presidente até 1975, tendo vencido uma eleição de candidato único em 1971.
O governo Johnson empregou uma "política de franqueza mínima" em sua relação com a mídia a respeito do real desenrolar do conflito. Os oficiais de informações militares procuraram administrar a cobertura da mídia enfatizando histórias que retratavam o progresso na guerra. Com o tempo, essa política prejudicou a confiança do público nos pronunciamentos oficiais. Como a cobertura da guerra pela mídia e a do Pentágono divergiram, desenvolveu-se a chamada "lacuna de credibilidade". Apesar de Johnson e Westmoreland proclamarem publicamente a vitória e Westmoreland afirmar que "o fim está chegando", relatórios e informações vazadas para a imprensa (como o Pentagon Papers) indicavam que as forças viet congs mantiveram a iniciativa estratégica e controlaram suas perdas. Ataques dos guerrilheiros comunistas contraposições estáticas dos Estados Unidos representaram 30% de todos os engajamentos, emboscadas e cercos dos viet congs e do exército do Vietnã do Norte por 23%, emboscadas americanas contra forças vietcongues/PAVN por 9% e forças americanas atacando posições vietcongues por apenas 5% de todos os combates. Assim, a guerra ia se arrastando, com o público americano começando a questionar se o custo e a duração do conflito valiam a pena.

### Ofensiva do Tet

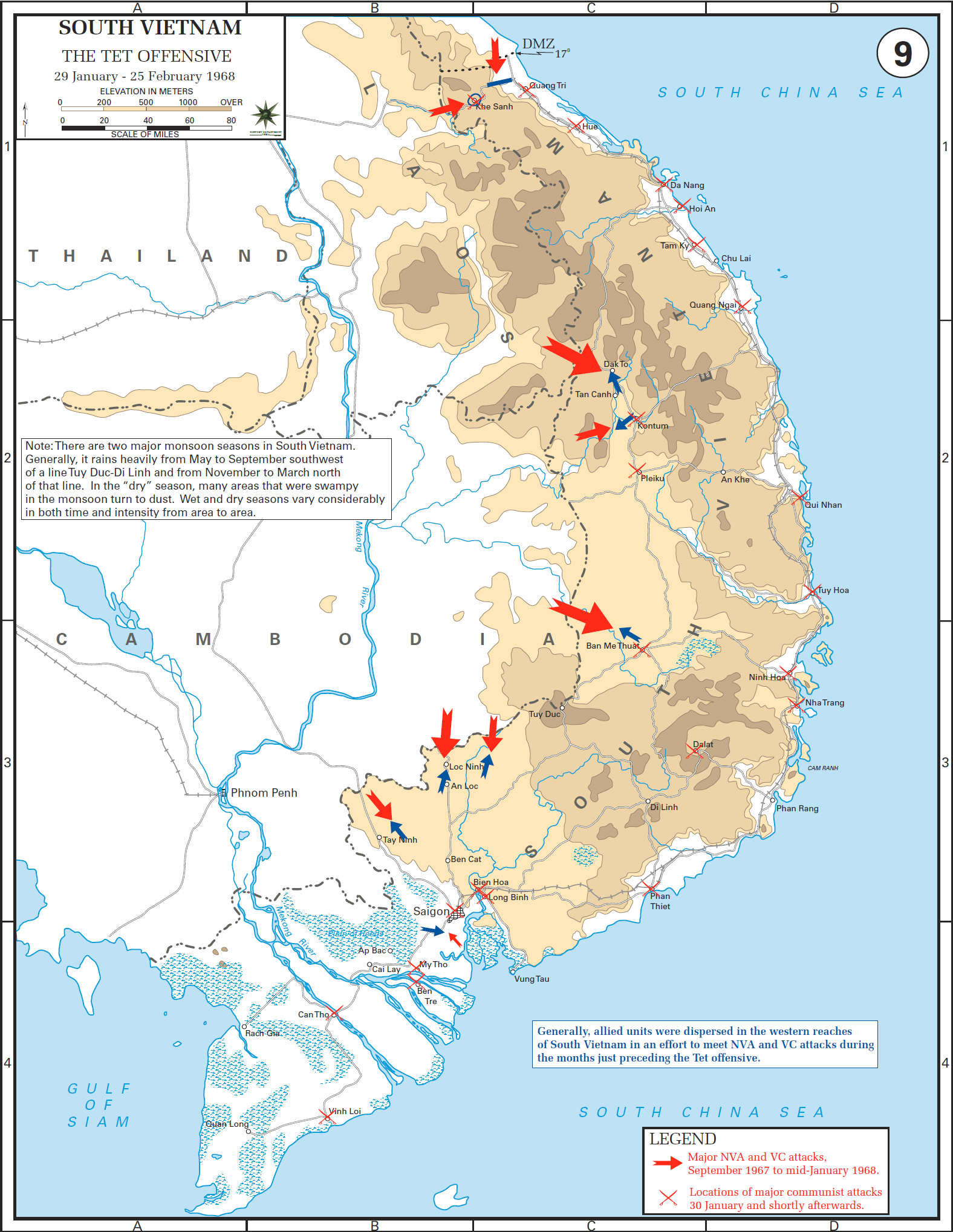
Mapa indicando vilas e cidades em que ocorreram combates significativos durante a Ofensiva do Tet de 1968

Em fins de 1967, o general Giap concebeu um plano extremamente audacioso, cuja concretização viria a tornar-se o marco decisivo da guerra. Depois de atrair as forças de Westmoreland para o interior do país, e cercá-las em Khe Sahn, na província de Quang Tri, ele desfechou um ataque surpresa contra mais de cem cidades no Vietnã do Sul, inclusive Saigon, onde os guerrilheiros chegaram a ocupar, por algumas horas, o quartel-general do general Westmoreland e a embaixada dos Estados Unidos, cujos ocupantes tiveram que fugir, apressadamente. A ofensiva ocorreu em 30 de janeiro de 1968, no feriado do ano novo lunar chinês (Tet), e embora pagando um pesado preço em vidas, provou-se ter sido um enorme sucesso propagandístico, principalmente de ordem moral, na medida em que:
- Mostrou aos militares e ao público americano que, apesar de todo o esforço e todo o sangue derramado, a guerra não ia bem (contrastando com o que o governo falava até então);
- Também deixou claro que os Estados Unidos, embora sendo a maior potência militar do planeta, não conseguiriam vencer a guerra contra os vietnamitas nem no curto ou médio prazo;

Na antiga capital imperial de Hué, as tropas combinadas de norte-vietnamitas e guerrilheiros da FNL, capturaram a cidadela imperial e maior parte da cidade, o que deu início à Batalha de Hué. Neste ínterim entre a captura da cidade e sua retomada pelas forças americanas, os ocupantes insurgentes massacraram milhares de civis sul-vietnamitas nela residentes, num número estimado de seis mil. Mas a Ofensiva do Tet haveria de produzir outros efeitos significativos: as quedas do general Westmoreland e do presidente Johnson.

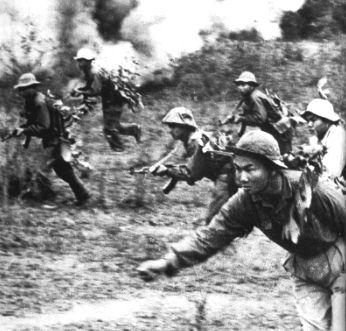
Combatentes vietnamitas durante uma ofensiva, em 1967

Westmoreland havia se tornado a face pública da guerra. A revista Time o havia escolhido O Homem do Ano de 1965, descrevendo-o como a vigorosa personificação do guerreiro americano. Em novembro de 1967, ele comandou uma campanha de relações públicas para o governo, de modo a conseguir um apoio embandeirado do público americano à guerra. Num discurso a jornalistas em Washington, ele afirmou que "a guerra havia atingido um ponto em que o fim estava próximo". Então, com a Ofensiva do Tet, o público ficou confuso e chocado com as errôneas previsões do general. A imprensa do país, que até então havia em sua maioria apoiado os esforços de guerra americanos, promoveu um cerco ao governo em busca das razões para tal falha nas informações otimistas transmitidas até então sobre a guerra. Diante disso, Westmoreland foi removido do comando no Vietnã. Quanto ao presidente Johnson, seu índice de popularidade despencou de 48% para 36%, levando-o a desistir de concorrer à reeleição no fim de 1968.

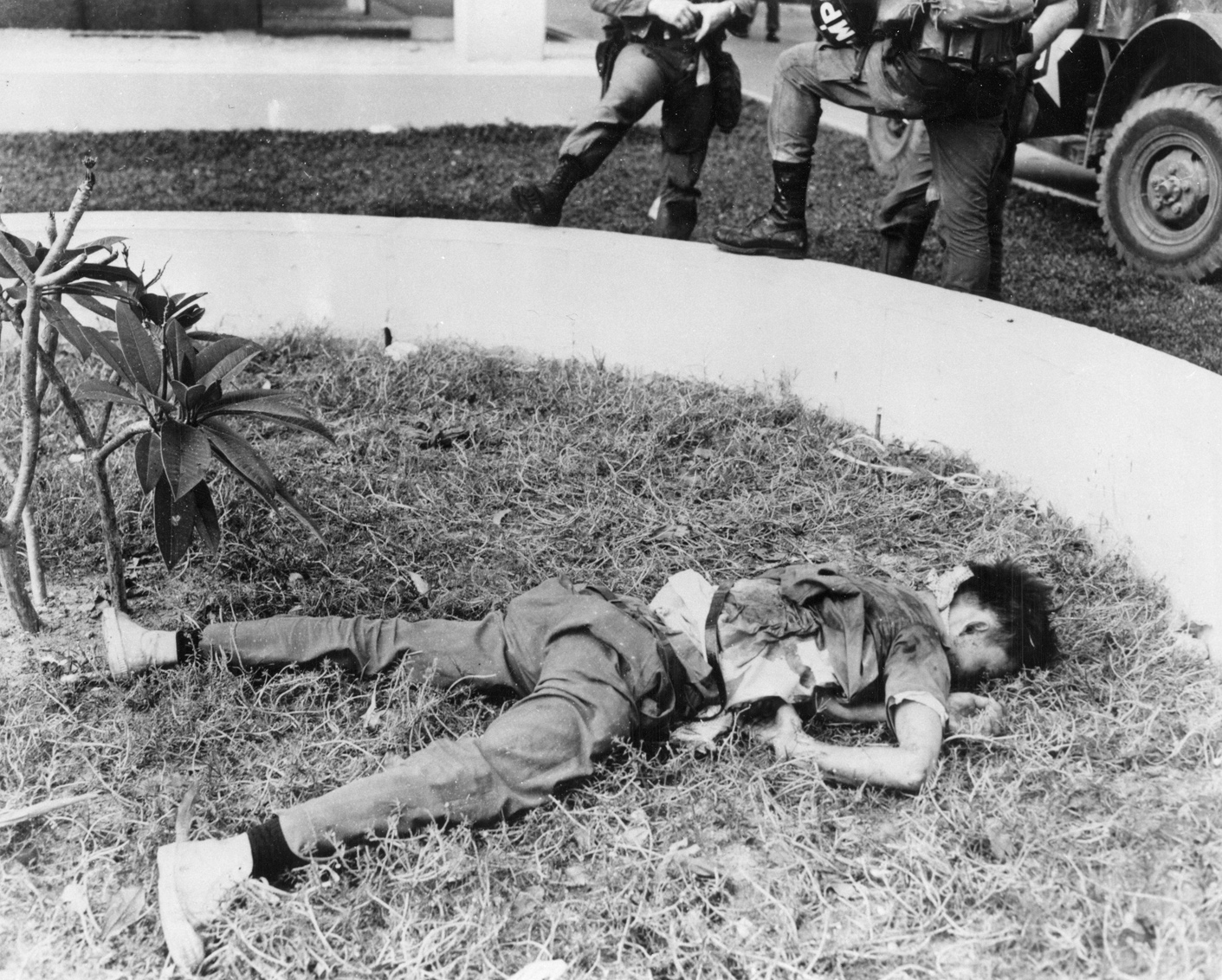
Vietcong morto a tiros na embaixada em Saigon

O Tet causou profundas implicações domésticas no apoio ao conflito, sendo considerada uma falha da inteligência comparável a Pearl Harbor. Numa das mais polêmicas e célebres frases da guerra, um major, na frente de combate, declarou ao jornalista Peter Arnett, então correspondente da AP e que anos depois transmitiria ao vivo pela CNN o ataque americano a Bagdá no início da Guerra do Golfo, que a cidade de Ben Tre precisou ser destruída para poder ser salva, eufemismo que passou a fazer parte da 'lógica' de guerra, de que era melhor destruir algo completamente, do que deixá-lo ser útil ao inimigo.
Westmoreland foi empossado como chefe do estado-maior do exército em março, o que tecnicamente era uma promoção, quando a resistência vietnamita havia sido subjugada. Sua posição entretanto, tinha ficado insustentável, por causa da ofensiva e porque seu pedido secreto de reforço de mais 200 mil homens para o Vietnã havia vazado para a mídia. Foi substituído por seu segundo em comando, general Creighton Abrams, um militar menos afeito a declarações à imprensa.
A 10 de maio de 1968, a despeito da baixa expectativa de algum resultado, conversações de paz começaram a acontecer entre os EUA e a República Democrática do Vietnam. As negociações ficaram estagnadas por cinco meses até que Johnson desse ordens para que o bombardeio aéreo do Vietnã do Norte fosse suspenso. O candidato democrata à presidência, vice-presidente Hubert Humphrey, estava disputando a eleição com o ex-vice-presidente republicano Richard Nixon. Através de intermediários, Nixon avisou ao governo do sul que se recusasse a participar das negociações com o norte até depois das eleições, dizendo que daria a eles um melhor acordo se fosse eleito.
O historiador Robert Dallek escreveu: "a escalada da guerra no Vietnã promovida por Lyndon Johnson dividiu os americanos em campos opostos, produziu 30 mil mortos até sua saída da Casa Branca e destruiu sua presidência. Sua recusa em enviar mais tropas ao Vietnã após o pedido de Westmoreland, foi uma admissão de que a guerra estava perdida". Como o Secretário de Defesa Robert McNamara observou mais tarde, a perigosa ilusão de uma vitória por parte dos Estados Unidos estava, dali em diante, morta.

## Doutrina Nixon e Vietnamização (1969–1972)

### Ameaças nucleares e diplomacia

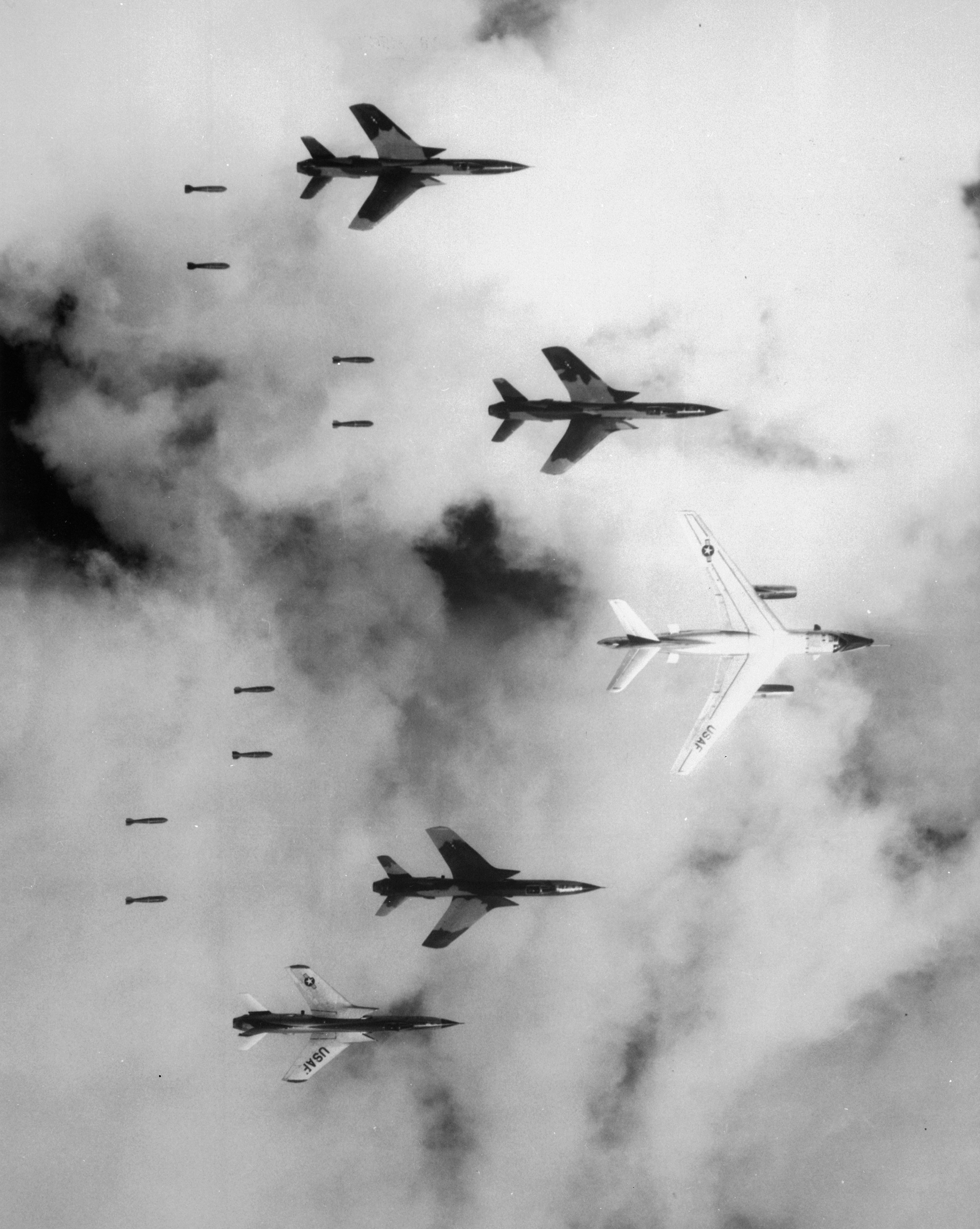
Um bombardeiro B-66 e quatro F-105 Thunderchiefs lançando suas bombas em uma cidade no Vietnã do Norte

Durante a eleição presidencial de 1968 nos Estados Unidos, o presidente Richard Nixon, então o candidato republicano, havia feito uma campanha baseada no lema ‘paz com honra’ no Vietnã. Seu plano era reforçar as forças armadas sul-vietnamitas de maneira que eles pudessem levar adiante sozinhos a defesa do país. Esta política foi chamada de vietnamização e tinha muito em comum com a política de John Kennedy. Entretanto, havia uma importante diferença. Enquanto Kennedy pregava que os sul-vietnamitas deveriam lutar a guerra por si sós, ele também tentava limitar o tamanho do conflito. Nixon, ao contrário, em busca de uma retirada com honra, tinha a intenção de empregar táticas variadas para isso, inclusive aumentando o alcance geográfico da guerra.
Nixon também tentou estabelecer negociações, procurando uma 'détente' com a União Soviética, que levou a uma redução de armas nucleares pelas superpotências, e uma reaproximação com a China, numa política que ajudou a diminuir as tensões internacionais. Entretanto, os dois países continuaram a enviar ajuda aos norte-vietnamitas. Em setembro de 1969, Ho Chi Minh morreu em Hanói, aos 79 anos.

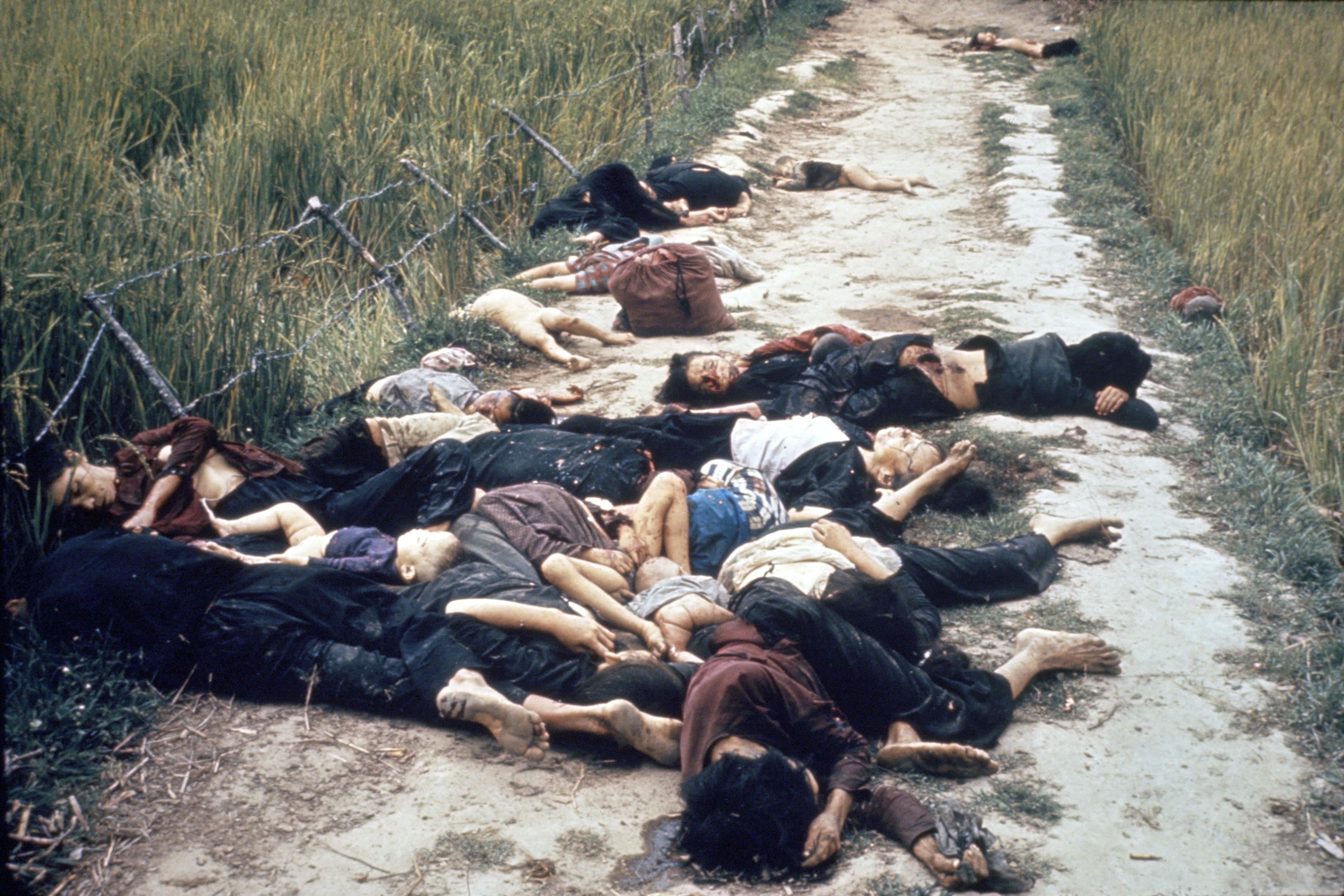
Massacre de My Lai, perpetrado pelas forças estadunidenses a 16 de março de 1968

Neste meio tempo, o movimento antiguerra crescia nos Estados Unidos com manifestações constantes. Nixon apelou para a maioria silenciosa de americanos em apoio à guerra. Porém, as revelações do massacre de civis, mulheres e crianças principalmente, na aldeia de My Lai, provocou uma revolta nacional e internacional, aumentando a pressão pela paz.
O príncipe Norodom Sihanouk havia proclamado a neutralidade do Camboja no conflito da Indochina desde 1955. Entretanto, tolerava a presença de forças do Vietcong e do exército norte-vietnamita em seu território porque desejava evitar que seu país fosse arrastado a um grande conflito regional. Sob pressão de Washington, porém, ele mudou esta política em 1969 e o Exército Popular do Vietnam e o Vietcong deixaram de ser bem-vindos.
Nixon, então, aproveitou-se da oportunidade para lançar um bombardeio maciço e secreto contra os santuários comunistas na fronteira dos dois países, o que violava uma longa sucessão de discursos anteriores apoiando a neutralidade cambojana. Ele havia escrito a Sihanouk em abril de 1969, assegurando-lhe que ‘os Estados Unidos respeitarão a soberania, a neutralidade e a integridade territorial do Reino do Camboja’. Mas sem o conhecimento da opinião pública americana, durante quatorze meses mais de 2 700 mil toneladas de bombas foram lançadas na área. Em 1970, devido à sua tibieza no trato com as questões internacionais, Sihanouk foi deposto por seu primeiro-ministro Lon Nol, favorável aos Estados Unidos, e a fronteira cambojana fechada. Os EUA e o exército sul-vietnamita lançaram então incursões militares ao Camboja, para atacar diretamente as bases comunistas ali instaladas e ganhar tempo para o Vietnã.

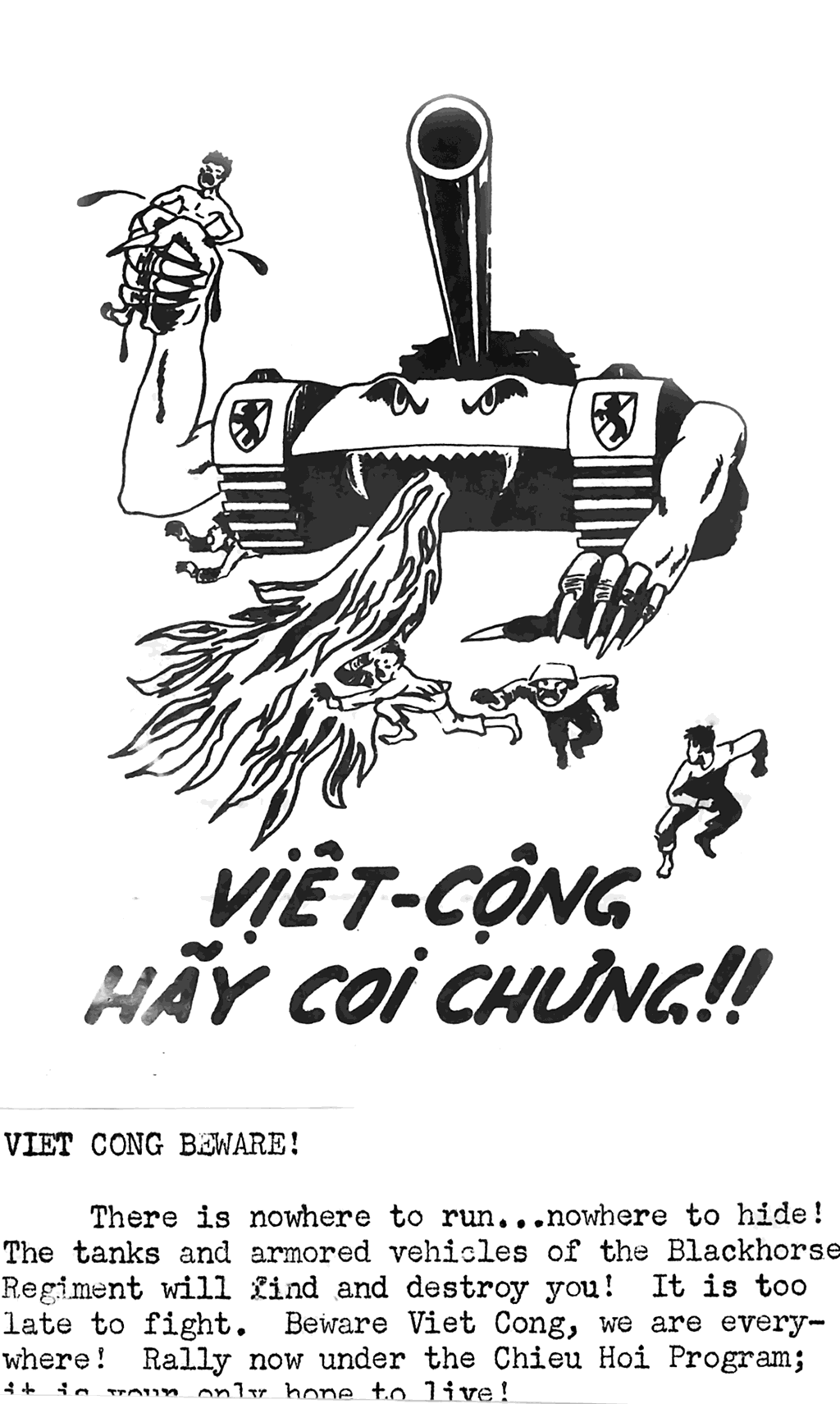
Panfletos de propaganda norte-americana convocando os Viet Congs e soldados norte-vietnamitas a desertar para o sul

O exército sul-vietnamita lançou uma grande ofensiva na fronteira, apoiados pelos americanos, determinado a cortar e interromper o fluxo de soldados e armas do Norte na Trilha Ho Chi Minh, o que era uma clara violação à neutralidade laosiana, desrespeitada pelos dois lados nos combates. Depois de encontrarem forte resistência, as forças sul-vietnamitas se retiraram em confusão, fugindo através de estradas cobertas por seus próprios mortos. Quando seus caminhões e blindados ficaram sem combustível, os soldados abandonavam os veículos e seguiam se arrastando e cambaleando por quilômetros até o helicópteros Huey americanos enviados para evacuar os feridos. Muitos deles se agarravam nas sapatas de pouso dos helicópteros levantando voo, na tentativa de se salvarem. Aviões americanos tiveram que destruir tanques e caminhões abandonados na rota de fuga para impedir que caíssem em mãos dos inimigos e metade das tropas sulistas foram mortas ou aprisionadas. A operação foi um fiasco e representou uma clara falha na vietnamização da guerra levada a cabo por Nixon. O estrago foi monumental. 
A invasão do Camboja provocou protestos em todos os Estados Unidos. Durante uma manifestação estudantil em Ohio, quatro estudantes da Universidade de Kent foram mortos pela Guarda Nacional, enraivecendo a opinião pública americana contra o governo. A reação que Nixon teve sobre este episódio em Kent foi considerada indiferente, aumentando ainda mais o ímpeto dos protestos antiguerra. Em 1971, documentos secretos do Departamento de Defesa foram vazados para o jornal The New York Times. Chamados de ‘Pentagon Papers’ (Papéis do Pentágono), a história ultrassecreta do envolvimento dos Estados Unidos no Vietnã, promovida pelo Departamento de Defesa, foi trazida a público mostrando a deliberada fabricação de razões que levaram os EUA a entrarem na guerra, e provocou uma longa série de decepções entre a opinião pública.
Em 1971, a Austrália e a Nova Zelândia retiraram suas forças do Vietnã e as tropas dos Estados Unidos foram reduzidas a um total de 196 mil homens, com uma data limite de fevereiro de 1972 para a retirada de mais 45 mil soldados. A medida que os protestos contra a guerra cruzavam os EUA, a desilusão crescia e a moral caía entre a tropa, com o aumento do uso de drogas, conflitos raciais e desobediência aos oficiais.
Uma nova ofensiva no início de 1972 pelas tropas norte-vietnamitas, partindo do Camboja e do interior do Vietnã do Norte tentando cortar o sul em dois, foi salva apenas pela intervenção aérea dos Estados Unidos, deixando claro que, com a retirada contínua das tropas americanas, só o poder de fogo aéreo de seu aliado poderia salvar o Vietnã do Sul. As últimas tropas americanas foram retiradas em agosto de 1972, deixando apenas conselheiros militares e funcionários civis do Estados Unidos no país.
A guerra foi o tema central das eleições de 1972. O oponente de Nixon, George McGovern, tinha uma plataforma de retirada do Vietnã. O conselheiro de segurança nacional de Nixon, Henry Kissinger, continuava porém em negociações secretas com o representante do Vietnã do Norte, Le Duc Tho, e em outubro eles chegaram a um acordo. Entretanto, o presidente sul-vietnamita Nguyen Van Thieu exigiu mudanças significativas no acordo. Quando o Norte tornou públicos os detalhes do acordo, a Casa Branca afirmou que os norte-vietnamitas tentavam embaraçar o presidente e as negociações estancaram, com os comunistas desejando novas mudanças.
Para mostrar seu apoio aos sulistas e forçar Hanói a voltar à mesa de negociações, Nixon deu ordens para um bombardeio maciço da capital inimiga e do porto de Haiphong. A ofensiva destruiu a maior parte da capacidade industrial e econômica remanescente dos nortistas. Simultaneamente, Nixon pressionava Thieu ameaçando concluir um tratado bilateral de paz com os norte-vietnamitas e retirando qualquer auxílio ao sul.
Em 15 de janeiro de 1973, o presidente Nixon anunciou ao mundo a suspensão das operações ofensivas norte-americanas no Vietnã. Os Acordos de Paz de Paris foram assinados em 27 de janeiro, encerrando oficialmente o envolvimento dos Estados Unidos na Guerra do Vietnã. Um cessar-fogo entrou em vigor entre os países do norte e do sul e os prisioneiros de guerra foram libertados, com a integridade territorial do Vietnã sendo garantida. Como depois da Convenção de Genebra em 1954, eleições foram marcadas para os próximos seis meses nos dois países. O acordo também previa a retirada completa das forças dos EUA em sessenta dias e este artigo acabou sendo o único integralmente cumprido.

## Retirada das tropas e do auxílio material dos Estados Unidos (1973–1975)
Sob as condições do Acordo de Paris, os norte-americanos retiraram suas tropas do Vietnã e prisioneiros de guerra foram trocados. O Vietnã do Norte teve permissão para continuar suprindo as tropas comunistas no sul, mas apenas para fazer a reposição do que estava sendo consumido. No fim do ano, Henry Kissinger e Le Duc Tho dividiram o Prêmio Nobel da Paz, mas o negociador norte-vietnamita o recusou, dizendo que uma paz verdadeira ainda não havia sido alcançada.
Os líderes comunistas esperavam usar o cessar-fogo em proveito próprio, mas Saigon, escorada por um grande aporte de armas e equipamentos feito pelos EUA pouco antes da trégua entrar em vigor, começou a empurrar os Vietcong para o norte. Os comunistas responderam com uma nova estratégia, estabelecida em uma série de encontros da liderança norte-vietnamita realizados em Hanói, em março de 1973. Com a suspensão dos bombardeios americanos, os trabalhos na Trilha Ho Chi Minh e em outras estruturas logísticas deveriam continuar ininterruptamente, até que o norte estivesse em condições de lançar uma ofensiva em massa contra o sul, projetada para a estação seca de 1975-76. O comando militar acreditava ser esta a última oportunidade de decidir o conflito, antes que o exército sul-vietnamita estivesse completamente treinado. Um oleoduto de 3 000 milhas de extensão deveria ser construído entre o interior do Vietnã do Norte e o quartel-general da FNL em Loc Ninh, cerca de 120 km a noroeste de Saigon.

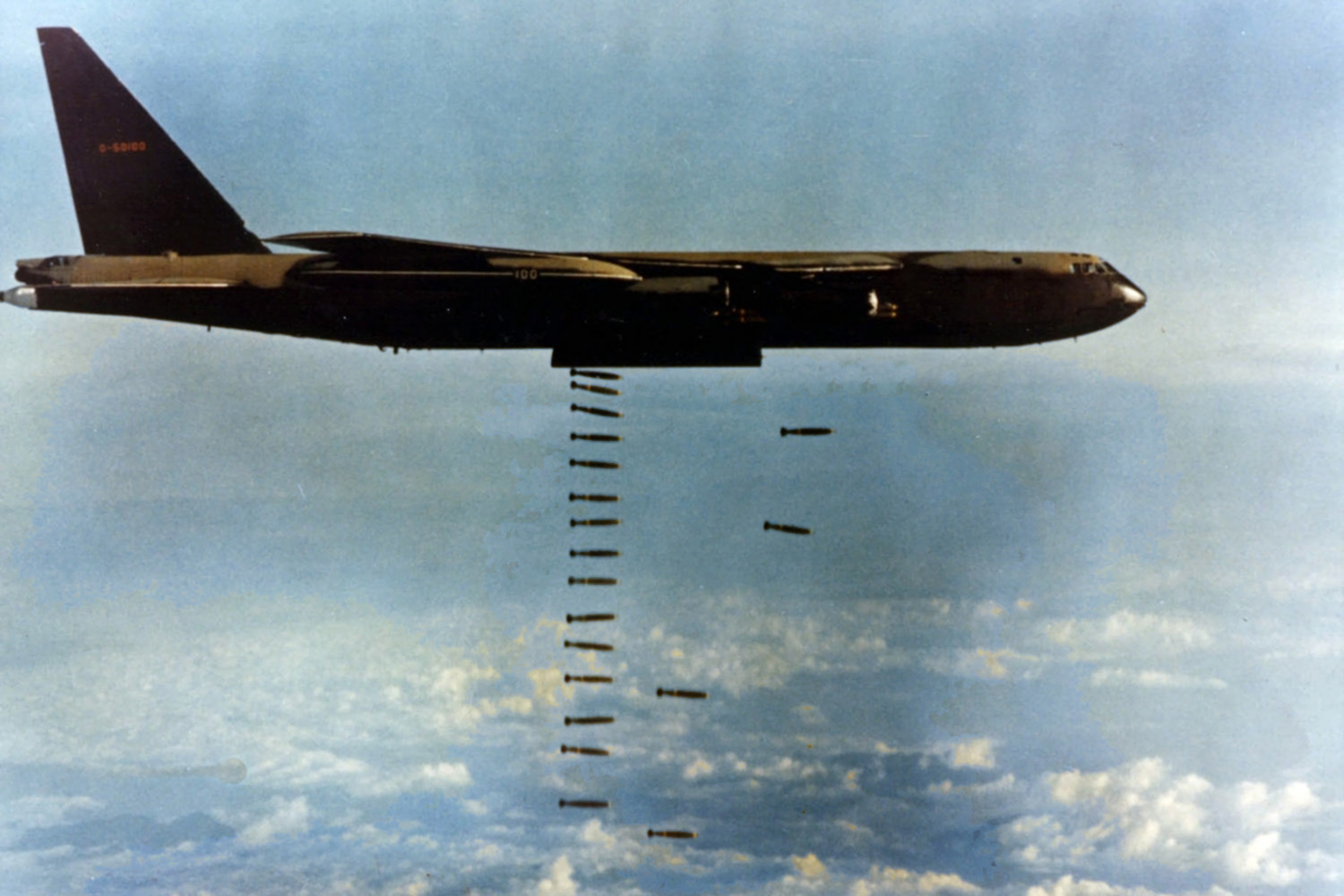
Um bombardeiro norte-americano B-52 bombardeando cidades no Vietnã do Norte durante a Operação Linebacker II, em dezembro de 1972. Esta foi a última grande ofensiva americana na guerra, antes que o Acordos de Paz de Paris fosse assinado

Apesar do democrata George McGovern não ter sido eleito em 1972, as eleições presidenciais estabeleceram grande maioria democrata nas duas casas do Congresso americano, sob o lema da campanha de McGovern, 'Come Home America', o que dificultava qualquer ação ofensiva do governo que dependesse da aprovação congressional. Em 15 de março de 1973, Nixon declarou que os EUA voltariam a intervir militarmente caso os nortistas violassem o cessar-fogo, mas recebeu críticas tanto do Congresso quanto da opinião pública pela declaração e em abril a Casa Branca indicou Graham Martin como novo embaixador em Saigon. Como Martin era um diplomata de segundo escalão, comparado aos embaixadores anteriores, sua indicação pareceu um sinal claro de que os Estados Unidos estavam desistindo do Vietnã. Durante a audiência ao Senado de sua confirmação como novo secretário de defesa, James Schlesinger afirmou que ele recomendaria a volta dos bombardeios sobre o Vietnã do Norte, caso os comunistas lançassem alguma ofensiva sobre o sul. Em 4 de junho, o Senado dos Estados Unidos aprovou uma lei proibindo tal ato.
A crise do preço do petróleo de outubro de 1973 provocou graves danos à economia do Vietnã do Sul. O Vietcong reiniciou suas operações ofensivas quando a estação das secas começou e em janeiro de 1974 havia recapturado todo o território perdido no ano anterior. Após dois confrontos onde 55 soldados sul-vietnamitas morreram, o presidente Thieu anunciou que a guerra havia recomeçado e que os Acordos de Paris não tinham mais efeito. Durante o cessar-fogo, os sul-vietnamitas sofreram mais de 25 mil baixas.
Em 9 de agosto de 1974, Gerald Ford assumiu a presidência dos Estados Unidos, após a renúncia de Nixon causada pelo escândalo do Caso Watergate. Nesta época, o Congresso havia cortado a ajuda financeira ao Vietnã em 300 milhões de dólares e, com as eleições secundárias de metade de mandato em 1974 aumentando a maioria democrata, ele tornou-se mais determinado a confrontar as políticas de guerra da Casa Branca.
Embalados pelo sucesso da ofensiva na estação das secas, em dezembro de 1974 os norte-vietnamitas e o Vietcong atacaram a província de Phuoc Long, e a capital provinciana Binh Phuoc caiu em 6 de janeiro de 1975. Ford pediu desesperadamente ao Congresso que autorizasse os fundos necessários para reequipar o sul, mas teve seu pedido negado. A queda de Phouc Binh e a falta de assistência americana deixaram a elite sul-vietnamita desmoralizada e a corrupção e o desespero campearam.
A velocidade de seu sucesso fez o comando norte-vietnamita repensar suas estratégias. Foi decidido que as operações militares contra as terras altas centrais ficariam a cargo do general Văn Tiến Dũng e que a cidade de Pleiku - onde anos antes havia sido iniciada a guerra terrestre no Vietnam - deveria ser cercada e tomada se possível. Antes de partir para o sul, Dung foi aconselhado por Le Duan: "Nunca tivemos a vantagem estratégica que temos agora, nem houve condições políticas e militares tão perfeitas como no momento, para vencermos a guerra".
Em 10 de março de 1975, as forças norte-vietnamitas iniciaram uma ofensiva através do interior do Vietnã, que os levou a capturar Hué e Danang em 31 de março, provocando a rendição de 100 mil soldados do Vietnã do Sul e o controle de metade do país.
Com a metade do sul em suas mãos, as tropas receberam ordens de lançar a ofensiva final contra Saigon. Em 7 de abril, três divisões do EPV atacaram Xuan Loc, 64 km a leste da capital, onde enfrentaram uma resistência desesperada durante duas semanas, na última tentativa dos sulistas barrarem o avanço norte-vietnamita. Em 21 de abril, com a rendição dos esgotados defensores, o presidente Thieu renunciou ao cargo, acusando os norte-americanos de tê-los traído, fugindo para Taiwan e deixando o controle do governo nas mãos do general Duong Van Minh.
No fim de abril, o Exército do Vietnã do Sul entrou em colapso completo em todas as frentes de guerra. Milhares de civis fugiam pelas estradas em direção a parte sul do país, à frente das tropas comunistas que se aproximavam. Em 27 de abril, 100 mil soldados nortistas cercaram Saigon, defendida por 30 mil soldados do sul. Para apressar o colapso e aumentar o pânico, o Vietcong começou a bombardear o aeroporto e forçou seu fechamento. Com a fuga por ar fechada, milhares de civis em desespero se viram sem saída do Vietnã.

## A Queda de Saigon

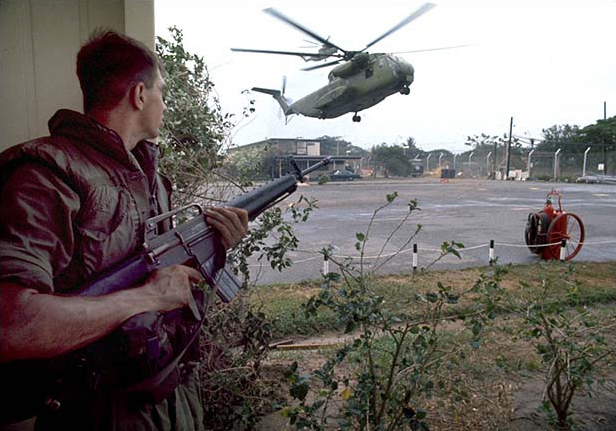
Marine protegendo o helicóptero da Operação Vento Constante na embaixada

Com o cerco dos norte-vietnamitas e do Vietcong, o caos se instalou na capital e civis e militares histéricos tentaram sair da cidade de qualquer maneira. A lei marcial foi declarada e helicópteros começaram a evacuar autoridades e civis vietnamitas, norte-americanos estrangeiros, partindo de vários pontos da cidade e do complexo da embaixada. A Operação Vento Constante (Operation Frequent Wind) havia sido adiada, porque o embaixador Graham acreditava ainda ser possível que Saigon resistisse até que algum acordo político impedisse a invasão da capital. Por outro lado, a Operação Babylift - implantada no começo de abril de 1975 - ainda persistia, trasladando órfãos de Saigon em aviões C5-A Galaxy para países mais seguros.
Em 26 de abril de 1975 a Operação Babylift terminaria com um saldo de mais de 3 mil órfãos resgatados, apesar da queda desastrosa do avião no primeiro dia da operação. Pouco depois, na manhã de 29 de abril de 1975, o secretário John Schlesinger anunciou o fim daquela que foi a maior operação de resgate por helicópteros da história, e que ocorreu em meio a uma atmosfera de completo caos e medo, com multidões lutando desesperadamente por lugares limitados em helicópteros americanos. Ela correu contra o relógio, enquanto os tanques comunistas forçavam as entradas e as defesas nos subúrbios da cidade. Nas primeiras horas da manhã do dia 30, os últimos marines foram evacuados da guarda da embaixada, enquanto civis invadiam o perímetro e se espalhavam pelo gramado. Muitos deles tinham trabalhado para os norte-americanos e foram deixados para trás, entregues ao seu destino.
Ao fim da manhã, as tropas do Exército Popular do Vietnã venceram toda a resistência em Saigon, capturando rapidamente edifícios e instalações chaves da cidade. Um tanque arrebentou os portões do Palácio Presidencial as 11h30, hora local, e uma bandeira da Frente Nacional de Libertação foi hasteada sobre ele. O sucessor de Thieu, general Minh, tentou fazer uma rendição formal, mas lhe foi dito que nada mais havia pelo que se render. Minh então deu seu último comando, ordenando a rendição geral de todas as tropas sul-vietnamitas.
A guerra do Vietnã chegava ao fim depois de quatorze anos de sangue, sofrimento e atrocidades.

## Crimes de guerra
Um grande número de crimes de guerra ocorreu durante a Guerra do Vietnã. Os crimes de guerra foram cometidos por ambos os lados durante o conflito e incluíram estupros, massacres de civis, bombardeios de alvos civis, terrorismo, uso generalizado de tortura e assassinato de prisioneiros de guerra. Outros crimes comuns incluíam roubo, incêndio criminoso e destruição de bens não justificados por necessidade militar.

## Legado

### Efeitos no Sudeste Asiático

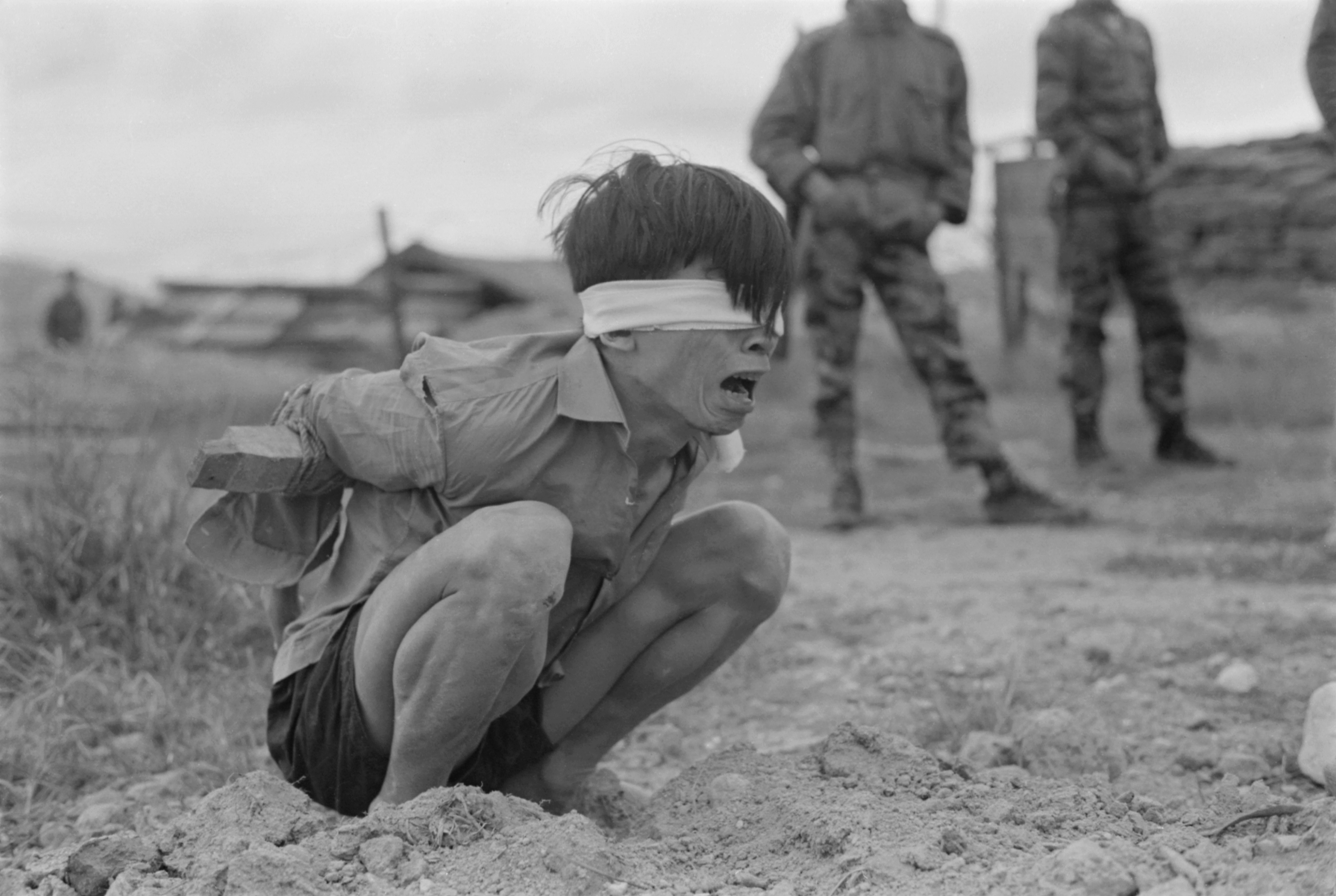
Um prisioneiro Viet Cong capturado em 1967 pelo Exército dos EUA aguarda interrogatório. Ele foi colocado em uma posição de estresse, amarrando uma tábua entre seus braços

- Após a guerra, em 2 de julho de 1976, foi proclamada a República Socialista do Vietnã. Mas o país estava arrasado, com a maior parte de suas terras agriculturáveis queimada e envenenada (pelo bombardeio de agentes químicos) deliberadamente pelos norte-americanos. Além disso, sob pressão dos Estados Unidos, o mundo ocidental negou-se a prestar socorro aos vietnamitas. Quem os ajudou nesse período de terríveis carências, foram as nações comunistas, especialmente a União Soviética. O socorro soviético estreitou as relações entre os dois países, mas provocou o afastamento da China (rival da URSS).
- Milhares de sul-vietnamitas, particularmente militares e funcionários do governo de Nguyen Van Thieu (que se refugiou em Taiwan e, depois, nos Estados Unidos), fugiram do país em barcos, sendo que muitos deles morreram tentando escapar pelo mar. Os que ficaram foram aprisionados, sendo mantidos, por algum tempo, em Campos de Reeducação. Estima-se que cerca de dois milhões de sul-vietnamitas deixaram o país.
- Ao ampliar o alcance da guerra para toda a Indochina, bombardeando o Cambodja e o Laos, o presidente Nixon acabou contribuindo, indiretamente, para a vitória das guerrilhas comunistas naqueles países, na medida em que os camponeses (principais vítimas dos bombardeios) passaram a apoiar, maciçamente, os guerrilheiros.
- No Laos, o governo monárquico foi derrubado pelo Pathet Laos, instalando-se a República Democrática do Povo do Laos.
- Em 15 de maio de 1975, 41 militares estadunidenses foram mortos na tomada do navio mercante SS Mayaguez por tropas do Khmer Vermelho. Dois dias após, Phnom Penh, a capital do Camboja, foi tomada pelo Khmer, que proclamou a fundação do Kampuchea Democrático.
- Inspirado na Revolução Chinesa e disposto a tornar o país exclusivamente campesino, o líder do Khmer, Pol Pot, fez deportar as populações urbanas para as áreas rurais, submetendo-as a trabalhos forçados nos arrozais, a torturas e a fuzilamentos sumários. Segundo a Anistia Internacional, algo em torno de 1,4 milhão de cambodjanos foram mortos, incluindo 15 a 20 mil professores e 90% dos monges budistas. Esse banho de sangue só foi estancado em 1979, quando tropas da República Socialista do Vietnã invadiram o país, obrigando Pol Pot e muitos de seus seguidores a se refugiarem na fronteira com a Tailândia, onde apenas sobreviveram graças ao apoio da China e à ajuda econômico/militar dos Estados Unidos.
- Em represália, a China invadiu o Vietnã (pretextando questões de fronteiras), mas enfrentou séria resistência. Diante disso, após tomarem algumas poucas pequenas cidades no interior do país, os chineses proclamaram-se vitoriosos e se retiraram.

### Impacto nos Estados Unidos

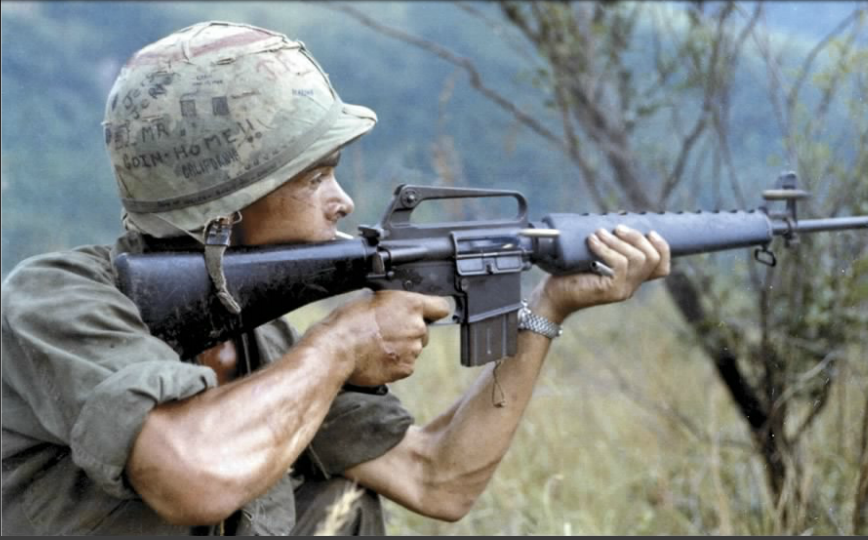
Um soldado americano lutando contra os vietnamitas na província de Quang Ngai, em 1967. A natureza violenta dos combates e as condições adversas onde as lutas eram travadas geraram várias sequelas nos veteranos

Mais de 3 milhões de americanos serviram na Guerra do Vietnã, com cerca de 1,5 milhão destes de fato participando dos combates. James E. Westheider escreveu que "No auge do envolvimento dos Estados Unidos em 1968, por exemplo, 543 000 militares americanos estavam estacionados no Vietnã, mas apenas 80 000 foram considerados tropas de combate". O recrutamento de conscritos nos Estados Unidos era controlado pelo presidente desde a Segunda Guerra Mundial, mas terminou em 1973.
No final da guerra, 58 220 militares americanos foram mortos, mais de 150 000 feridos e pelo menos 21 000 ficaram permanentemente incapacitados. A idade média dos soldados mortos no Vietnã era de 23,11 anos. De acordo com Dale Kueter, "Dos mortos em combate, 86,3% eram brancos, 12,5% eram negros e o restante de outras raças". Aproximadamente 830 000 veteranos americanos desta guerra sofreram de algum nível de transtorno de estresse pós-traumático (PTSD). Os veteranos do Vietnã sofriam de PTSD em números sem precedentes, chegando a 15,2% dos veteranos da guerra, porque as Forças Armadas dos Estados Unidos forneceram rotineiramente drogas psicoativas pesadas, incluindo anfetaminas, para os homens, o que deixava eles incapazes de processar adequadamente seus traumas na época. O uso de drogas, as tensões raciais e a crescente incidência de homicídios (chamados de "fragging", que era a tentativa de matar oficiais impopulares e suboficiais com granadas ou outras armas), criaram graves problemas para os militares dos Estados Unidos e afetaram sua capacidade de realizar operações de combate. Entre 1969 e 1971, o exército americano registrou mais de 900 ataques de tropas contra seus próprios oficiais e suboficiais, com 99 mortes reportadas. Estima-se que 125 000 cidadãos americanos partiram para o Canadá para evitar o draft do Vietnã e aproximadamente outros 50 000 desertaram. Em 1977, o presidente Jimmy Carter concedeu um perdão completo e incondicional (através da Proclamação 4483) para todos aqueles que evadiram a conscrição.
A Guerra do Vietnã colocou em dúvida a doutrina do Exército dos Estados Unidos. O general do Corpo de Fuzileiros Navais Victor H. Krulak criticou fortemente a estratégia de atrito do general Westmoreland, chamando-a de "desperdício de vidas americanas - ... com pequena probabilidade de um resultado bem-sucedido". Além disso, surgiram dúvidas sobre a capacidade dos militares de treinar forças estrangeiras. Além disso, durante a guerra, foram encontradas falhas consideráveis e desonestidade por parte de oficiais e comandantes devido às promoções estarem vinculadas ao sistema de contagem de corpos divulgado por Westmoreland e McNamara. E, nos bastidores, o Secretário de Defesa McNamara escreveu em um memorando ao presidente Johnson suas dúvidas sobre a guerra: "A imagem da maior superpotência do mundo matando ou ferindo gravemente 1 000 não-combatentes por semana, enquanto tentava subjugar uma pequena nação atrasada em uma questão cujos méritos são acaloradamente disputados, não é bonita".
Entre 1953 e 1975, os Estados Unidos gastaram aproximadamente US$ 168 bilhões de dólares na guerra (o equivalente a US$ 1,59 trilhões em 2022). Isso resultou num aumento exponencial no déficit orçamentário do governo federal americano. Outros números apontam para US$ 138,9 bilhões de 1965 a 1974 (não ajustados pela inflação), dez vezes todos os gastos com educação nos Estados Unidos e cinquenta vezes mais do que os gastos com moradia e desenvolvimento comunitário nesse período. A manutenção de registros gerais foi relatada como desleixada para os gastos do governo durante a guerra. Foi declarado que os gastos de guerra poderiam ter pago todas as hipotecas nos Estados Unidos naquela época, com dinheiro sobrando.
Até 2013, o governo dos Estados Unidos estava pagando aos veteranos do Vietnã e suas famílias ou sobreviventes mais de US$ 22 bilhões por ano em reivindicações relacionadas à guerra.

### Efeitos na China
O Envolvimento da República Popular da China no Vietnã começou em 1949, quando os comunistas de Mao Zedong tomaram o poder no país. O Partido Comunista Chinês logo providenciou apoio material e técnico aos comunistas vietnamitas. Em 1962, Mao concordou em enviar a Hanói 90 mil rifles e armas menores, sem custo. Após o começo das operações aéreas de bombardeio do norte do Vietnã, a China enviou unidades antiaéreas e batalhões de engenheiros militares ao país, para ajudar a reparar estradas, pontes e ferrovias destruídas pelos norte-americanos, o que liberou grandes contingentes de soldados norte-vietnamitas para o combate no sul. Entre 1965 e 1970, mais de 320 mil chineses serviram no norte do Vietnã.
Apesar da assistência chinesa, os vietnamitas sempre mantiveram uma atitude de desconfiança de seus grandes vizinhos, pela histórica antipatia mútua entre as duas nações. Com a China se tornando após a guerra na principal força de apoio ao Khmer Vermelho cambojano, a relação entre os dois países deteriorou-se a ponto dos chineses lançarem uma invasão ao Vietnã em 1979, após a entrada destes no Camboja um ano antes, invasão esta considerada um fracasso militar por suas parcas conquistas. As duas nações continuaram com escaramuças militares durante os anos 1980, com a China capturando algumas ilhas vietnamitas na zona de fronteira.

## A reação contra a guerra e a contracultura

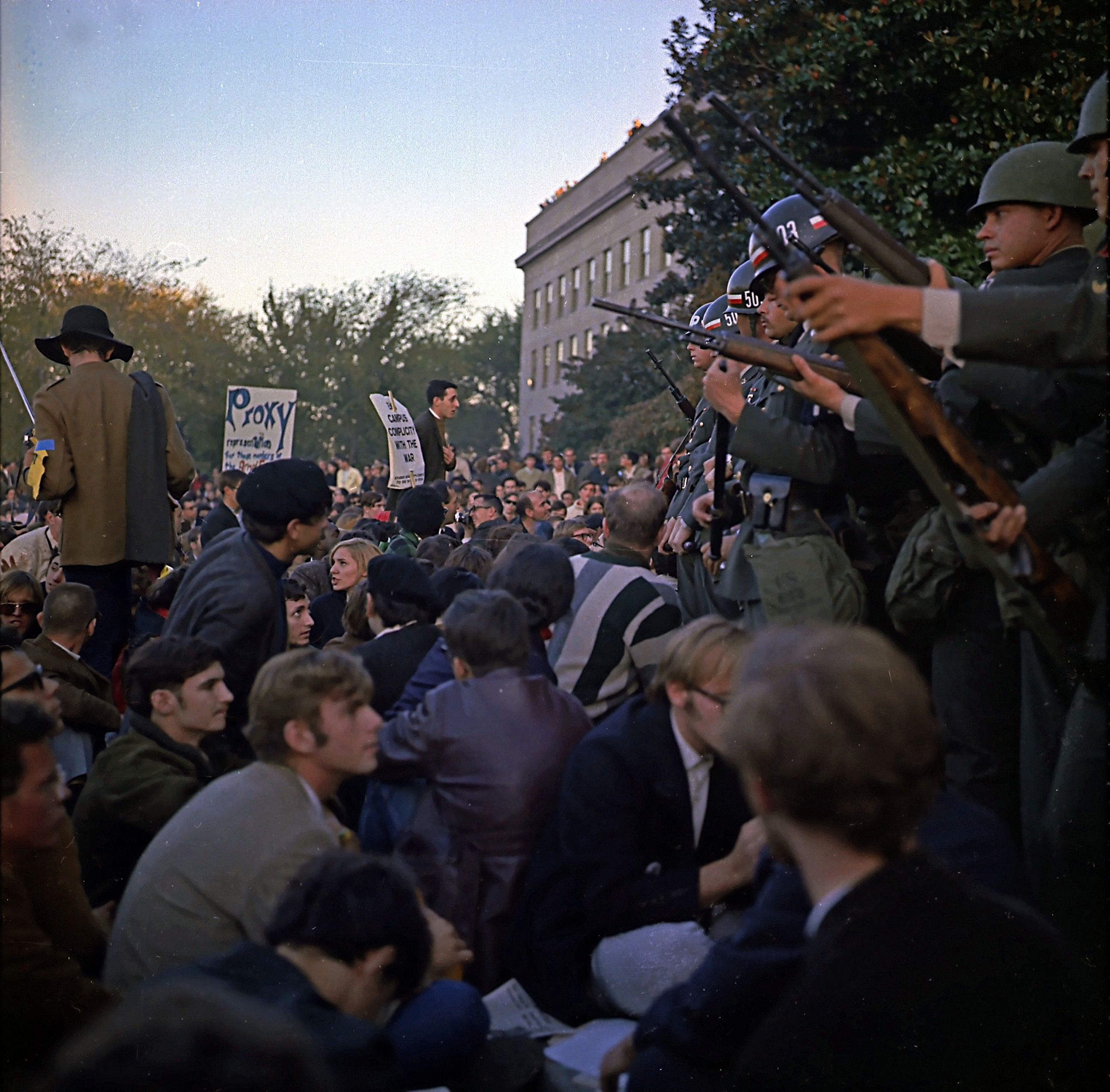
Manifestantes antiguerra em frente ao Pentágono

Enquanto o morticínio vitimou, massivamente, os "piolhos humanos" asiáticos, a opinião pública norte-americana apoiou a luta "em defesa da liberdade e da democracia". Mas quando uma quantidade cada vez maior de jovens americanos passou a retornar dentro de sacos fúnebres, a guerra foi se tornando antipática e os protestos cresceram. Ao lado disso, a divulgação de atrocidades praticadas pelos soldados americanos no Vietnã - bombardeios indiscriminados, uso de napalm e outros agentes químicos proscritos pela Convenção de Genebra, instituição de Campos de Concentração (eufemisticamente chamados de "aldeias estratégicas") e massacre de civis, sobretudo camponeses (dentre os quais o de Mi Lay tornou-se emblemático). - fez com que surgisse uma crescente rejeição à guerra, inserida no contexto maior do grande movimento da contracultura, que revolucionou a década de 1960, na maior parte do mundo ocidental.
Uma das vertentes da contracultura foi o movimento hippie, iniciado num distrito de São Francisco, na Califórnia - o Haight-Ashbury -, com "as crianças das flores" (flower children), quando gente jovem lançou o movimento "Paz e Amor" (Peace and Love), rejeitando o projeto da Grande Sociedade do presidente Lyndon Johnson. Data desse tempo a afirmação do feminismo e o surgimento dos Panteras Negras (The Black Panthers) que, abandonando a não violência pregada por Martin Luther King Jr (assassinado em 1968), propunha o confronto aberto com a cultura racista do país.
De acordo com a historiadora Sílvia Adriana Barbosa Correia, entre os anos 1970 e 1980, os efeitos da guerra do Vietnã, da détente (distensão) nuclear e da crise do petróleo de 1973 levaram a uma contestação geral contra as intervenções militares no mundo. Segundo ela, a nova geração não mais veria a “just war” como algo razoável, mas sim como irracional e catastrófica.
O repúdio à guerra foi também um dos estopins da revolta que explodiu nas Cidades Universitárias, particularmente em Berkeley e na Universidade de Kent, onde vários jovens morreram num conflito com a Guarda Nacional. Passeatas e manifestações espalharam-se por todo o país, irradiando-se para outros continentes.

## Equipamentos
A arma mais simbólica desta guerra, o helicóptero Huey, teve um papel decisivo na remoção de combatentes feridos, desembarque de tropas na selva e fornecimento de suprimentos e munição às tropas em terra, sendo durante o decorrer da guerra modernizado em sua capacidade de combate, com foguetes e metralhadoras para apoio aos combates terrestres.
Alguns equipamentos e armamentos são considerados símbolos da Guerra do Vietnã. Abaixo uma relação das principais aeronaves, tanques e equipamentos militares imortalizados pelo conflito:

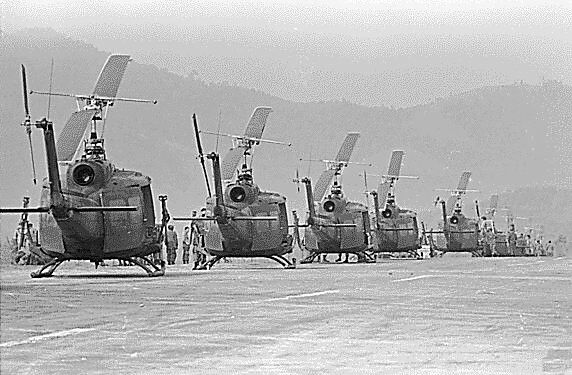
Ao contrário dos Franceses, os Nortes Americanos utilizavam helicópteros com muita frequência em suas missões

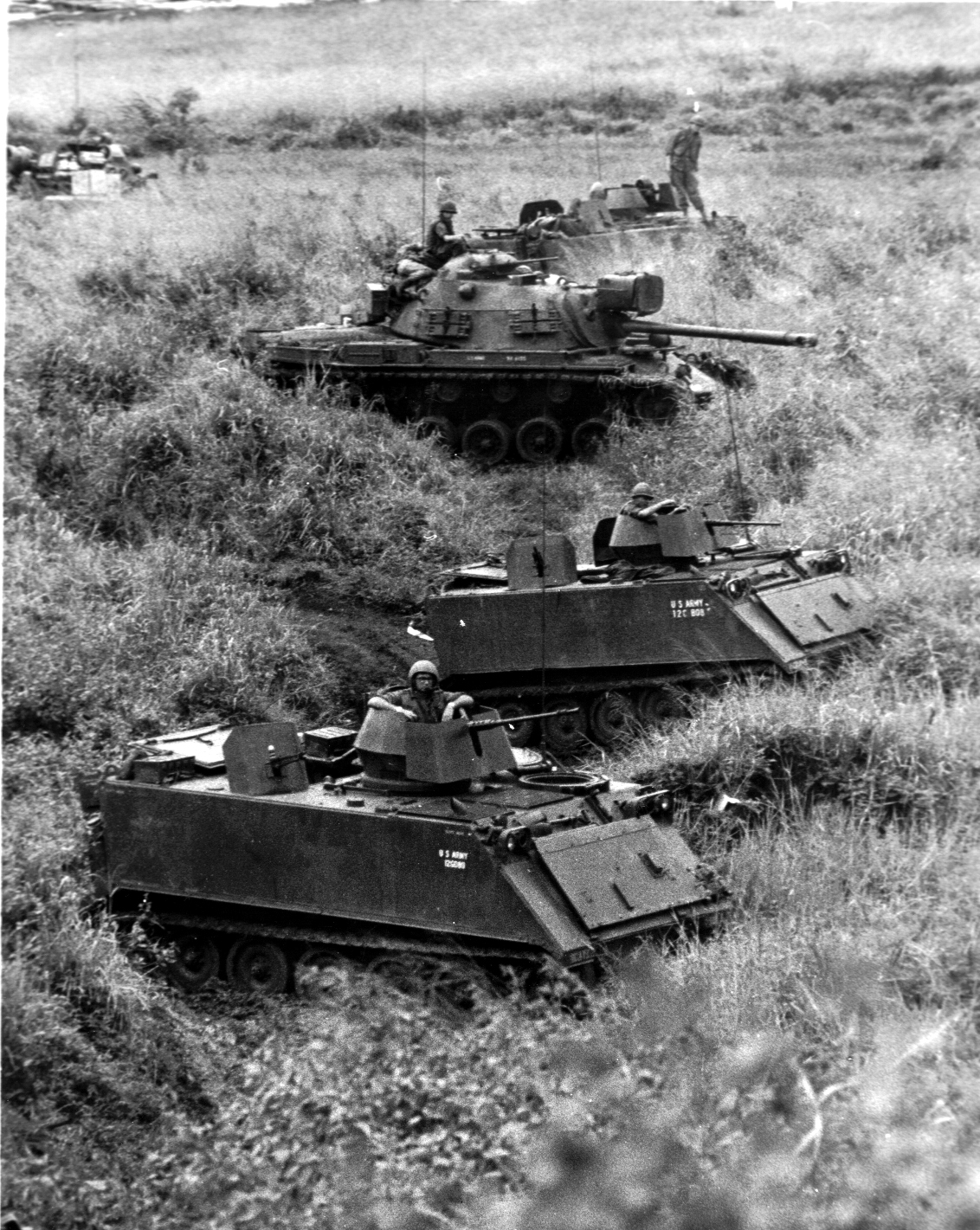
Tanques M133 e M 48 em posição defensiva

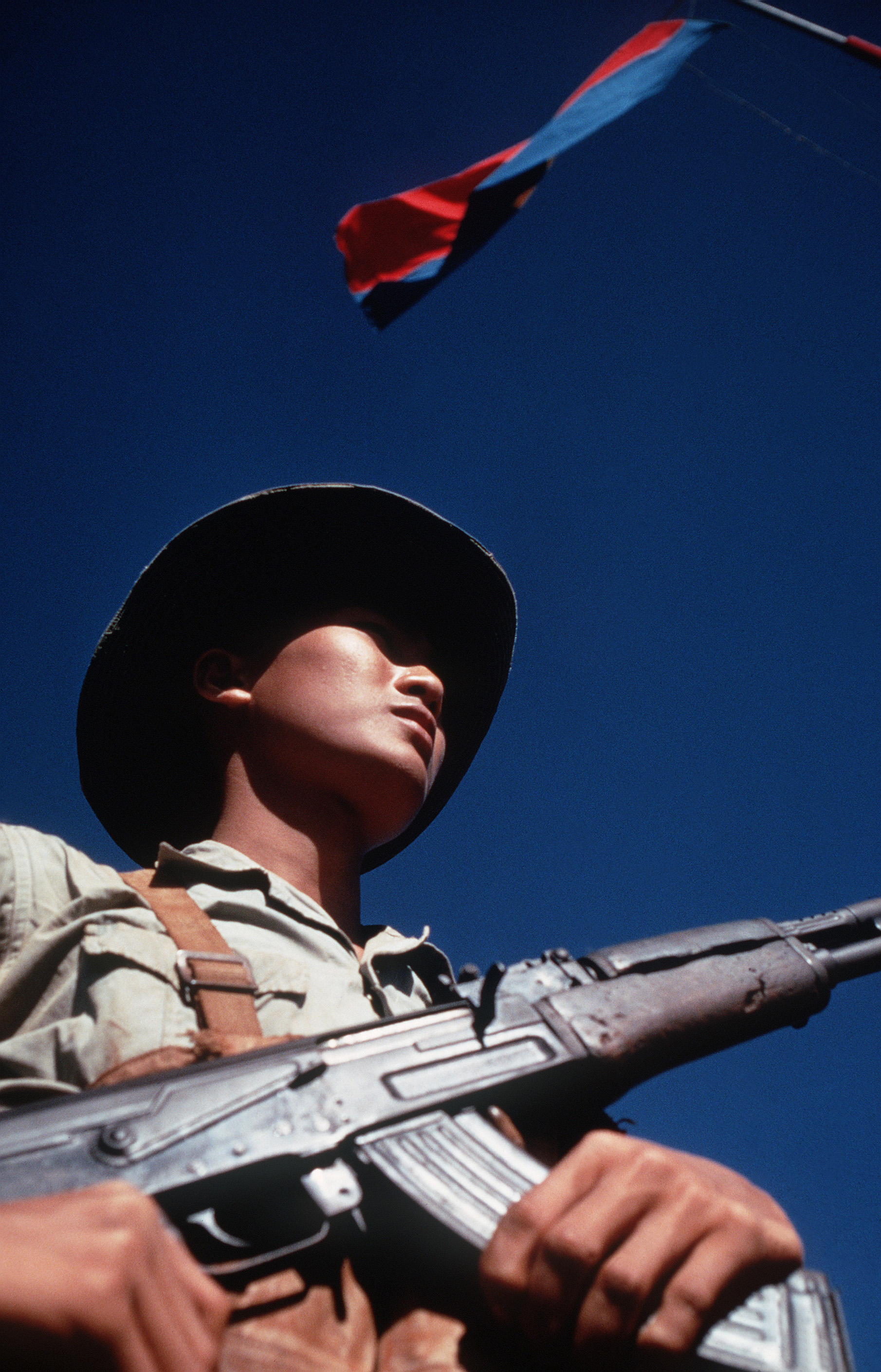
Soldado do Vietnã do Norte

Aeronaves
- UH-1B/C/D/H Huey (Iroquois),
- AH-1 Cobra,
- F-4Phantom II,
- A-4B/C/E/F Skyhawk,
- A-7A/D Corsair II,
- A-6A/E Intruder,
- F-105A/D/F Thunderchief,
- F-111A Aardwark,
- B-52A Stratofortress,
- O-1 Bird Dog,
- O-2 Skymaster,
- OV-10 Bronco,
- F-100A/D/F Super Sabre,
- C-130 Hercules,
- MiG-17 Fresco,
- MiG-21 Fishbed.

Veículos
- M113,
- M48A3 Patton,
- M551 Sheridan,
- M88A1 Hercules,
- M35,
- M54,
- M151 Mutt,
- M606,
- M577,
- M107,
- M108 - 105mm,
- M109 - 155mm,
- M110.
- M-49

Armamento
- Fuzil M-14
- Fuzil M-16A1
- Fuzil Ar.15 O tenente Henry Shelton, em 1967
- Metralhadora M-60
- AK-47
- Pistola M-1911
- Capacete de aço M1
- Fuzil M40A1
- Metralhadora M3A1
- Metralhadora PPSH-41
- Fuzil Mosin-Nagant
- Fuzil Dragunov
- Metralhadora leve RPK
- Metralhadora Swedish K
- Fuzil Tipo .56
- Lança granada 40mm M79
- Lança foguete law 66mm
- Metralhadora Thompson A1
- Lança foguete RPG-7
- Lança foguete RPG-7v
- Carga C4
- MP-40
- Mina claymore
- Metralhadora de apoio leve PKM
- Metralhadora Degtyarov RPD
- Pistola Makarov
- Pistola Tokarev
- Fuzil SKS
- Metralhadora Dshk 12,7mm

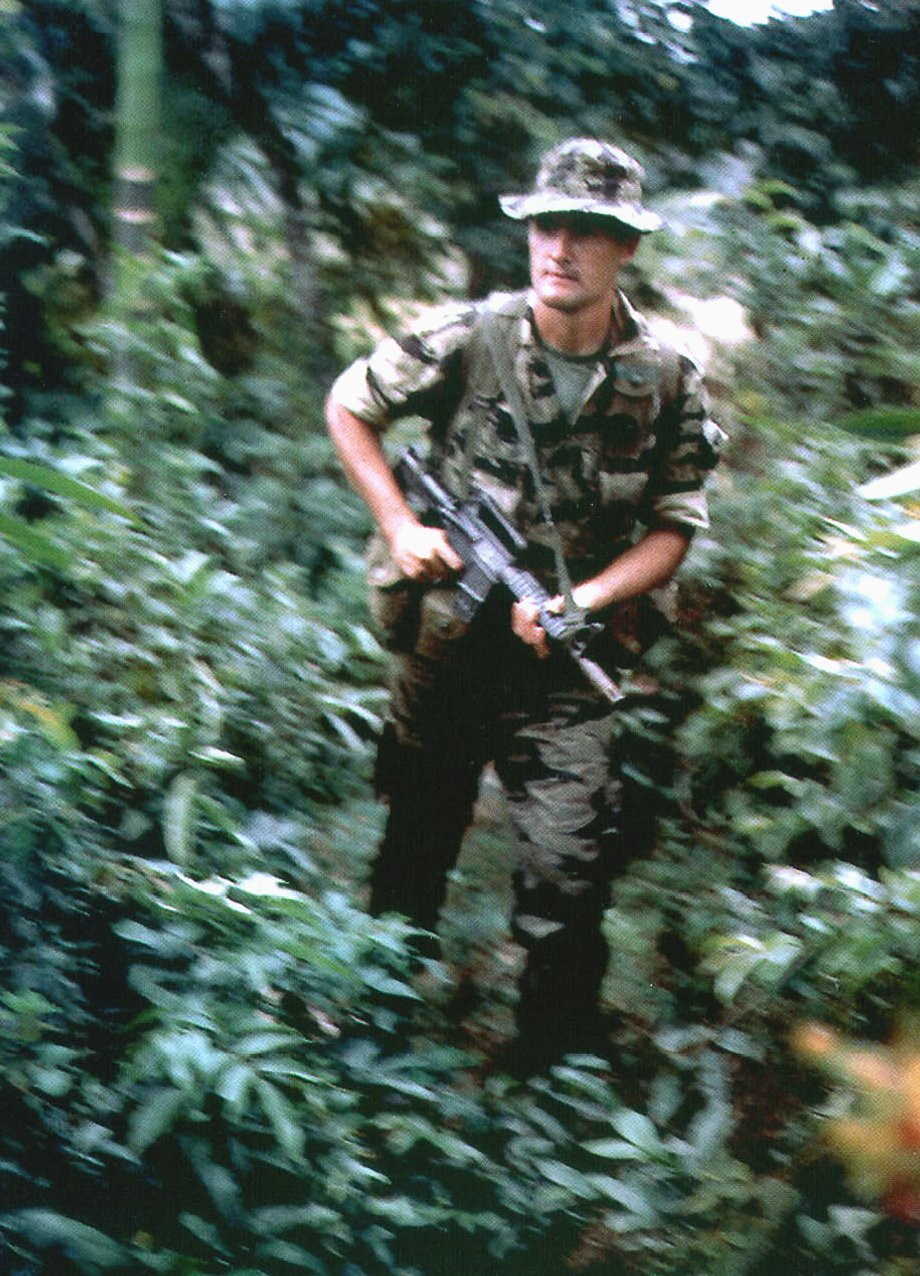
O tenente Henry Shelton, em 1967

- Granadas de palo, Mk26, Mk94, fumaça e de fosfóro branco
- Fuzil Car-15
- Escopeta Calibre 12mm
- Faca KA-BAR
- Morteiro 40mm
- Metralhadora Mat-49
- revolver S&W .50
- Lança granada M203
- Bomba de napalm

## Vítimas

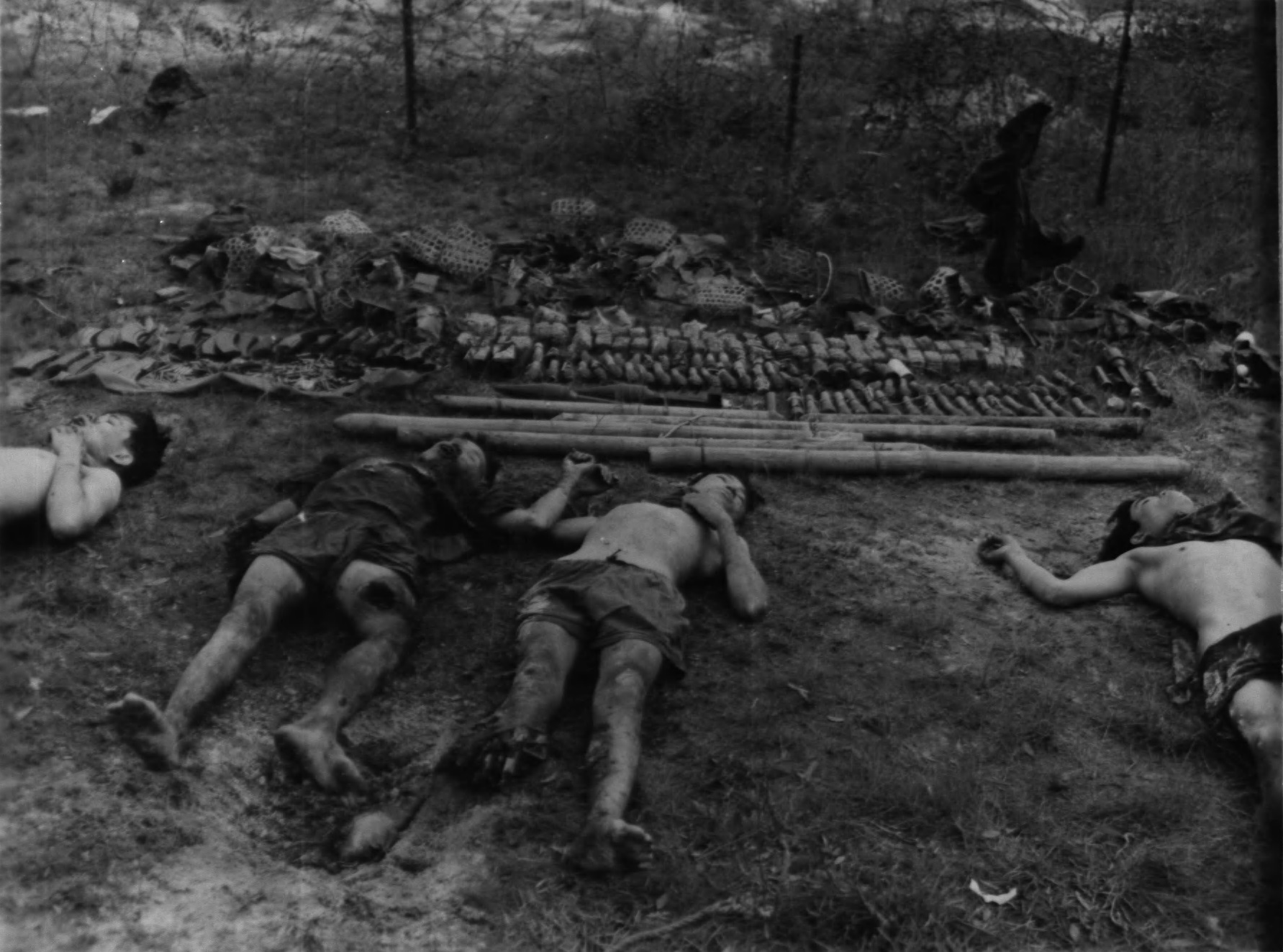
Viet congs mortos ao tentar se infiltrar no posto de comando de artilharia do 2º Batalhão do 11º Regimento de Fuzileiros Navais americanos, em 13 de janeiro de 1967

As estimativas do número de vítimas variam, com uma fonte sugerindo até 3,8 milhões de mortes violentas de guerra no Vietnã no período de 1955 a 2002. Um estudo demográfico detalhado calculou o total de fatalidades entre 791 000 a 1 141 000 mortes relacionadas a guerra no Vietnã, entre militares e civis. Entre 195 000 e 430 000 civis sul-vietnamitas morreram. Extrapolando de um relatório de inteligência dos Estados Unidos de 1969, Guenter Lewy estimou que 65 000 civis norte-vietnamitas morreram na guerra. As estimativas de perdas de civis causadas pelo bombardeio americano contra o Vietnã do Norte na Operação Rolling Thunder variam de 30 000 até 182 000, no total. Um subcomitê do Senado dos Estados Unidos de 1975 estimou 1,4 milhão de vítimas civis sul-vietnamitas durante a guerra, incluindo 415 000 mortes.
As forças militares do Vietnã do Sul perderam cerca de 254 256 soldados entre 1960 e 1974, além de mortes adicionais de 1954 a 1959 e na queda do país em 1975. Outras estimativas apontam para números mais altos de 313 000 vítimas. O número oficial do Departamento de Defesa dos Estados Unidos foi de 950 765 mortos dentre as forças comunistas (exército regular e Viet Congs) no Vietnã de 1965 a 1974. Os funcionários do Departamento de Defesa acreditavam que esses números de contagem de corpos precisavam ser reduzidos em 30%, pelo menos. Guenter Lewy afirmou que um terço dos "inimigos" relatados como mortos podem ter sido civis, concluindo que o número real de mortes das forças militares do exército regular e Viet Congs foi provavelmente mais próximo de 444 000, no total.

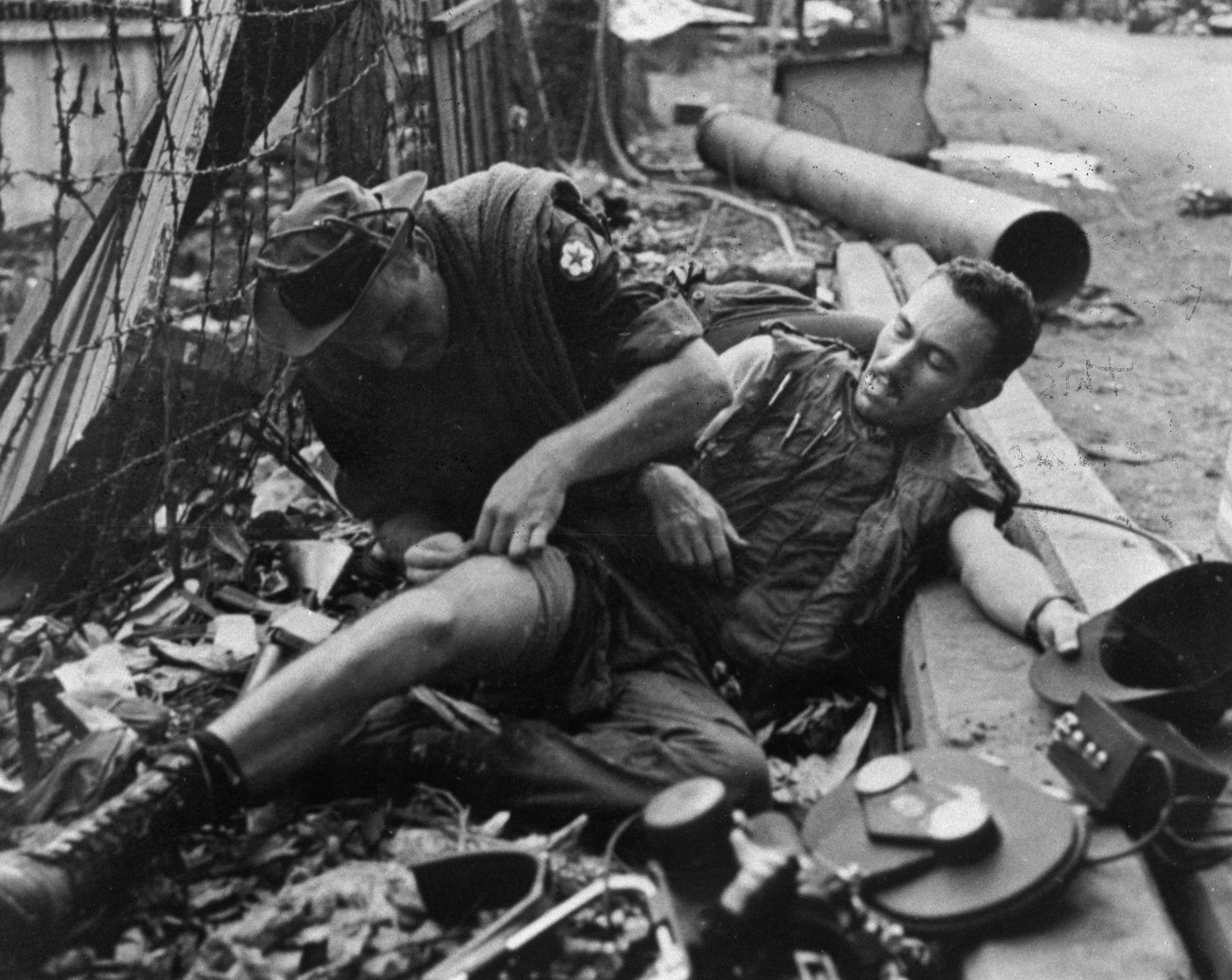
Um militar americano sendo tratado após ser ferido em combate na perna, em 1968

De acordo com dados divulgados pelo governo vietnamita, houve 849 018 mortes confirmadas de militares dentre o exército regular e os Viet Congs durante a guerra. O governo vietnamita divulgou sua estimativa de mortes de guerra para o período mais longo de 1955 a 1975. Este número inclui mortes em batalha de soldados vietnamitas nas Guerras Civis do Laos e do Camboja, nas quais o exército regular foi um dos principais participantes. As mortes fora de combate (como doenças e fome) representam 30% a 40% desses números. No entanto, os números não incluem as mortes de soldados sul-vietnamitas e aliados. Não incluem também os estimados 300 000 a 500 000 combatentes comunistas desaparecidos em combate. Dados oficiais do governo vietnamita estimam 1,1 milhão de mortos e 300 000 desaparecidos de 1945 a 1979, com aproximadamente 849 000 mortos e 232 000 desaparecidos de 1960 a 1975.
Acredita-se que os relatórios dos Estados Unidos sobre "inimigos mortos em combate", referido como "contagem de corpos", tenham sido sujeitos a "falsificação e glorificação", e uma estimativa verdadeira das mortes em combate do exército regular e dos Viet Congs pode ser difícil de avaliar, pois as vitórias dos Estados Unidos foram avaliadas por ter uma "maior taxa de matança". Era difícil distinguir entre civis e militares do lado Viet Cong, pois muitas pessoas eram guerrilheiros de meio período ou trabalhadores impressionados que não usavam uniformes e os civis mortos às vezes eram descartados como inimigos mortos porque o alto número de baixas inimigas estava diretamente ligado a promoções e elogios.
Estima-se que entre 275 000 e 310 000 cambojanos morreram durante a guerra, incluindo entre 50 000 e 150 000 combatentes e civis mortos nos bombardeios americanos. É estimado que entre 20 000 e 62 000 laocianos também morreram. Já por parte dos Estados Unidos, cerca de 58 281 soldados americanos foram mortos, dos quais cerca de 1 582 ainda estavam desaparecidos até 2023.

### Refugiados
Mais de 3 milhões de pessoas deixaram o Vietnã, Laos e Camboja na crise de refugiados da Indochina após 1975. A maioria dos países asiáticos não estava disposta a aceitar esses refugiados, muitos dos quais fugiram de barco e eram conhecidos como "boat people". Entre 1975 e 1998, cerca de 1,2 milhão de refugiados do Vietnã e de outros países do sudeste asiático foram reassentados nos Estados Unidos, enquanto Canadá, Austrália e França reassentaram mais de 500 000 pessoas. A China aceitou 250 000 refugiados.

## Forças envolvidas

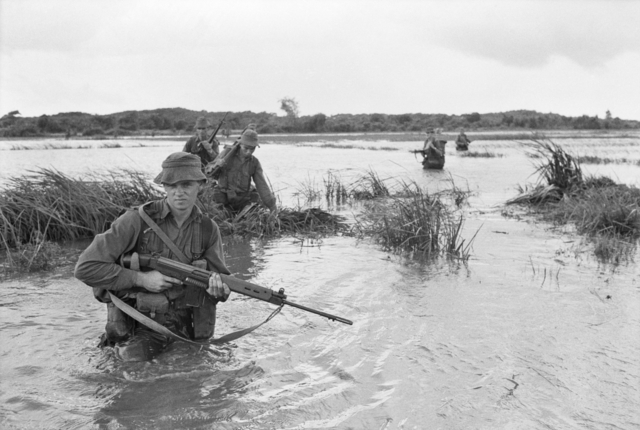
Soldados australianos atravessam um rio durante uma patrulha em 1967

- Estados Unidos: 2 300 000 homens serviram no Vietnã de 1961 a 1974, com 58 203 mortos e 303 635 feridos.
- Coreia do Sul: 320 000 soldados, com 4 960 mortos e 10 962 feridos.
- Austrália: 61 000 soldados, com 520 mortos e 2 940 feridos.
- Nova Zelândia: 3 500 homens, com 37 mortos.
- Tailândia: 40 000 homens, com 351 mortos.
- Filipinas: 10 450 tropas, com 7 mortos. A maioria das forças Filipinas eram de apoio médico e projetos de pacificação civil.[233][234]
- Vietnã do Sul: 1 048 000 homens (Exército regular e Forças Populares), com 184 000 mortos.
- Vietnã do Norte e Vietcong: cerca de 1 100 000 homens, com 900 000 mortos no total.

Estima-se que 2 000 000 de civis vietnamitas morreram no conflito.

## Armas químicas

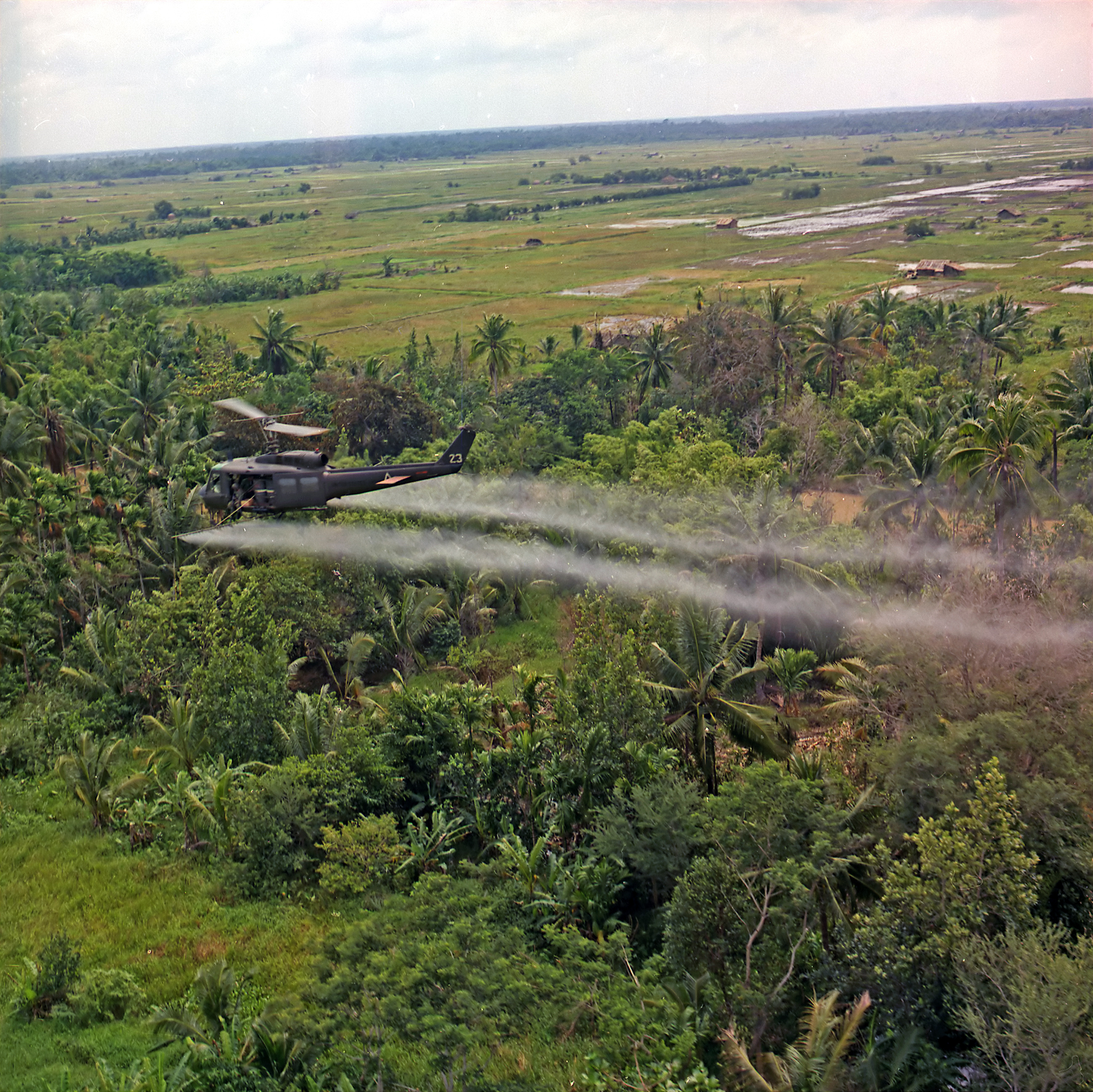
Um helicóptero Bell UH-1D pulverizando vegetação com o agente laranja

Apesar de proscritas pelas Convenções de Genebra, armas químicas foram fartamente usadas pelos EUA, durante a Guerra do Vietnã. A mais conhecida delas foi o napalm, uma mistura de gasolina com uma resina espessa da palmeira que lhe deu o nome e que, em combustão, gera temperaturas a 1 000 °C. Se adere à pele, queima músculos e funde os ossos, além de liberar monóxido de carbono, fazendo vítimas por asfixia.
Além do napalm, o exército norte-americano despejou sobre o Vietnã, desde 1961 (com a aprovação do presidente John Kennedy) até 1971, cerca de 80 milhões de litros de herbicidas. Entre eles, o mais utilizado, devido à sua terrível eficácia, foi o agente laranja, que é uma combinação de dois herbicidas: o 2,4-D e o 2,4,5-T, sendo que a síntese deste último gera um subproduto cancerígeno, a Dioxina tetraclorodibenzodioxina, considerada uma das substâncias mais perigosas do mundo.
O impacto ecológico do uso dessas armas químicas foi catastrófico para a cobertura vegetal e para a população que habitava a região.
Mais de 40 anos depois da guerra, a dioxina produzida pelo agente laranja continuava biologicamente ativa. E, atualmente, as concentrações encontradas em várias regiões do Vietnã superam em 400 vezes o limiar de toxicidade, conforme evidenciado pela Canada Hatfield Consultants.
A dioxina foi culpada pela alta incidência de doenças de pele, malformações genéticas, câncer, incapacidades mentais e outros problemas que afetam a população vietnamita (e ex-militares dos EUA). Milhares de crianças nasceram com problemas de pais que não foram expostos ao herbicida durante a guerra, mas que comeram alimentos contaminados por ele. A maioria das vítimas pertenciam à famílias mais pobres.
Em 2005, a Associação Vietnamita do Agente Laranja moveu uma ação judicial contra as companhias químicas norte-americanas produtoras do Agente Laranja. Mas o juiz federal, Jack Weisntein, não acolheu a queixa, alegando que não havia, nos autos do processo, "nada que comprovasse que o Agente Laranja tenha causado as doenças a ele atribuídas, principalmente pela ausência de uma pesquisa em larga escala".

## Memoriais
Inaugurado em 1982, o Monumento aos Veteranos do Vietnã é uma obra edificada em Washington D.C., durante o governo de Ronald Reagan. Em um muro de mármore negro estão gravados os nomes de todos os mais de 50 mil soldados estadunidenses mortos na guerra, para que sejam lembrados pela posteridade.
Os nomes dos cerca de quatro milhões de vietnamitas, civis e militares (em sua maioria camponeses), mortos no conflito, permanecem no anonimato.

## Anotações
1. ↑  Devido à presença antecipada de tropas americanas no Vietnã, a data de início da Guerra do Vietnã é uma questão de debate. Em 1998, após uma revisão de alto nível pelo Departamento de Defesa dos Estados Unidos (DoD) e pelos esforços da família de Richard B. Fitzgibbon Jr., a data de início da Guerra do Vietnã, de acordo com o governo dos Estados Unidos, foi oficialmente alterada para 1 de novembro de 1955.[1] Os relatórios do governo dos Estados Unidos atualmente citam 1 de novembro de 1955 como a data de início do "Conflito do Vietnã", porque esta data marcou quando o Grupo Consultivo de Assistência Militar dos Estados Unidos (MAAG) na Indochina (implantado no sudeste da Ásia sob o presidente Harry S. Truman) foi reorganizado em específico para o país unidades e MAAG Vietname foi estabelecido.[2]:20 Outras datas de início incluem quando Hanói autorizou as forças vietcongues no Vietnã do Sul a iniciar uma insurgência de baixo nível em dezembro de 1956,[3] enquanto alguns consideram 26 de setembro de 1959, quando a primeira batalha ocorreu entre o vietcongue e o exército sul-vietnamita, como a data de início.[4]
2. ↑  De acordo com a história oficial de Hanói, o vietcongue era um ramo do Exército Popular do Vietnã.[12]
3. ↑  Estimativa inicial de valor superior, mais tarde considerada inflada em pelo menos 30% (valor inferior).[28][29]:450–3
4. ↑  Os números de 58.220 e 303.644 para mortes e feridos nos Estados Unidos vêm da Divisão de Análise de Informações Estatísticas do Departamento de Defesa (SIAD), Centro de Dados de Pessoal de Defesa, bem como de um folheto informativo do Departamento de Veteranos datado de maio de 2010; o total é de 153.303 feridos em combate, excluindo 150.341 pessoas que não precisaram de cuidados hospitalares,[44] o CRS (Congressional Research Service) Relatório para o Congresso, Guerra Americana e Baixas de Operações Militares: Listas e Estatísticas, datado de 26 de fevereiro de 2010,[45] e o livro Crucible Vietnam: Memoir of an Infantry Lieutenant.[2]:65,107,154,217 Algumas outras fontes fornecem números diferentes (por exemplo, o documentário de 2005/2006 Heart of Darkness: The Vietnam War Chronicles 1945–1975 citado em outra parte deste artigo dá uma cifra de 58.159 mortes nos Estados Unidos,[46] e o livro de 2007 Vietnam Sons dá uma cifra de 58.226).[47]